# Joseph Poelaert
Pour les articles homonymes, voir Poelaert.

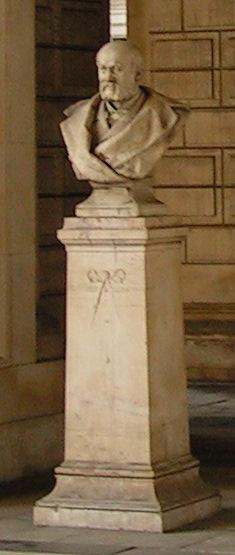
Buste de Poelaert dans le péristyle du Palais de justice.

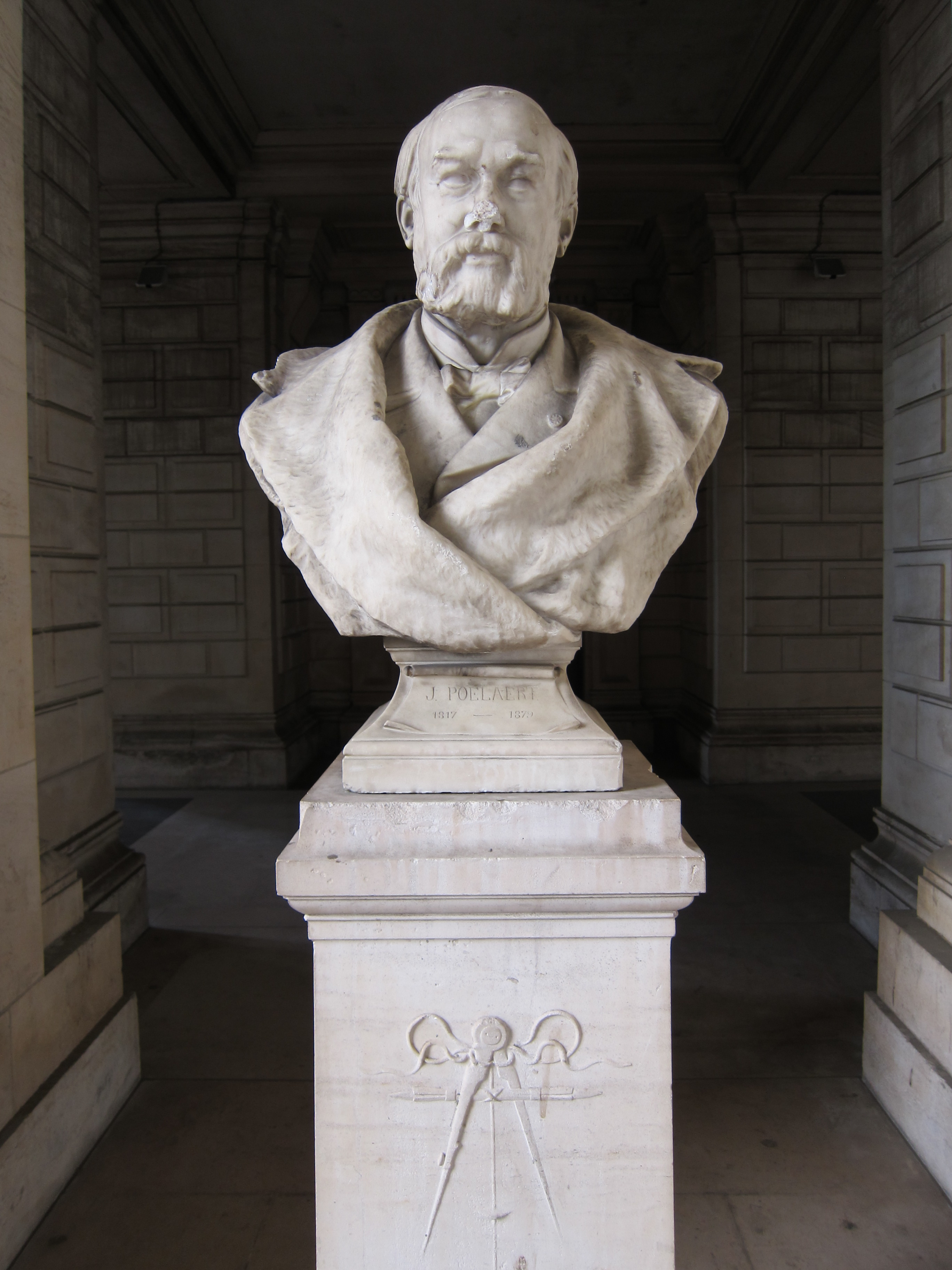
Buste de Poelaert dans le péristyle du Palais de justice, le nez de la statue a été cassé.

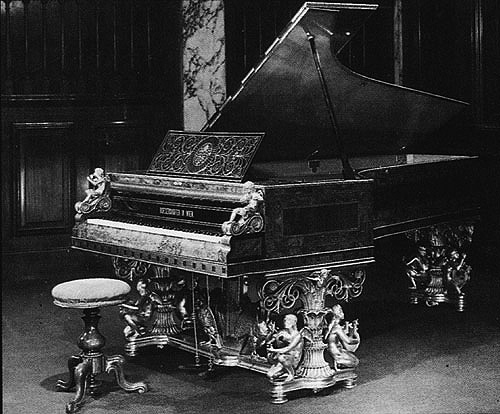
Le piano abandonné. Joseph Poelaert avait longuement hésité entre la carrière de pianiste et l'architecture, il choisit finalement l'architecture, mais continua à pratiquer toute sa vie le piano, aimant à y improviser des thèmes mélodiques.

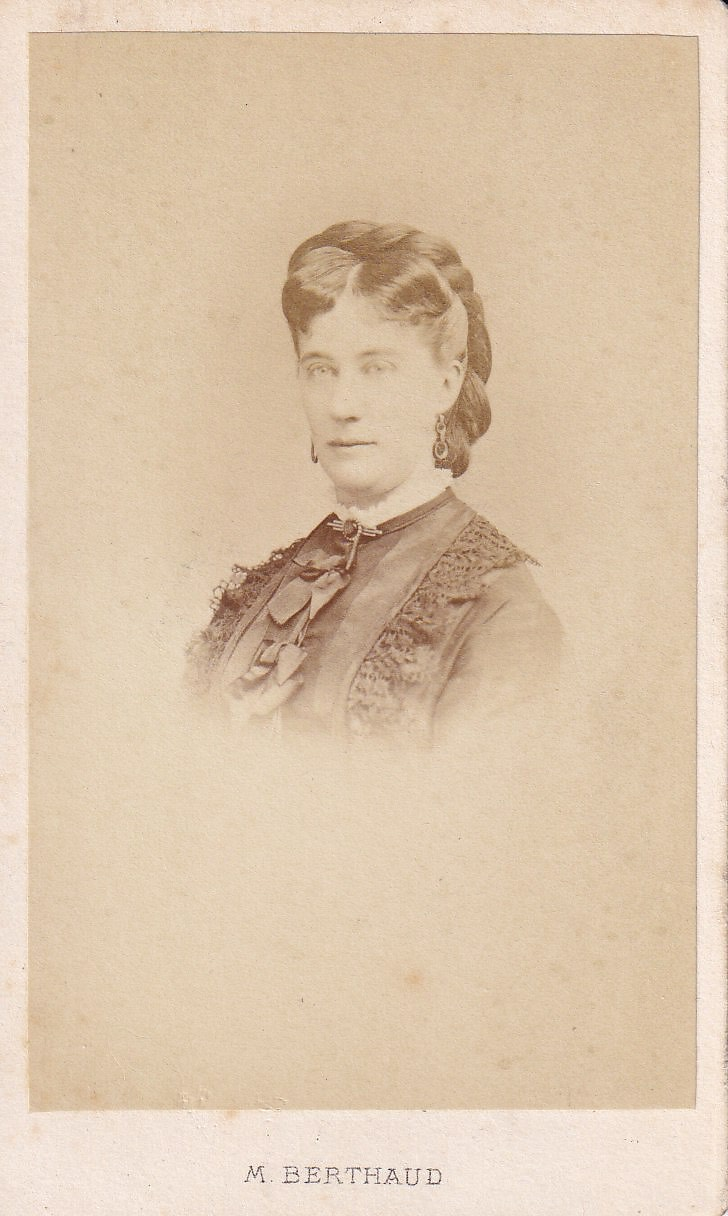
Léonie Toussaint, épouse de Joseph Poelaert.

Joseph Poelaert (se prononce API : [Pula:r]), officier de l'ordre de Léopold, chevalier de la Légion d’honneur, membre agrégé de l'Académie royale des beaux-arts d'Anvers, est un architecte belge né à Bruxelles le 21 mars 1817 rue du Marché au Charbon no 1028, et qui succomba à l'âge de 62 ans en plein labeur le 3 novembre 1879 à cinq heures du matin en son domicile, boulevard de Waterloo no 13, des suites d’une congestion cérébrale.
Il est enterré au cimetière de Laeken.
Apprécié du roi Léopold Ier, (1831-1865), il se vit confier des projets importants à Bruxelles, comme l’église Sainte-Catherine, l’église royale de Laeken, la colonne du Congrès, le théâtre de la Monnaie et surtout le palais de justice.
Ainsi, alors que les grandes puissances s'attendaient à voir disparaître rapidement ce nouveau royaume qu’était la Belgique, Joseph Poelaert dota rapidement sa patrie de symboles architecturaux destinés à faire naître dans l’esprit des spectateurs cette impression d’antiquité, de durée, de puissance et d'existence de l'État, en rendant visible ses institutions dans la pierre, comme on pouvait le voir dans les anciens pays européens, et qui impriment leur marque et un sentiment d'admiration et de respect sur les visiteurs.

## Ses origines
Joseph Poelaert naquit dans une famille de la bourgeoisie bruxelloise fortunée et amie des arts.
Son père Philippe Poelaert(1790-1875), ancien élève en architecture de Jean-Alexandre Werry (1773-1847) à l'Académie Royale des Beaux-Arts, où il obtint le deuxième prix en 1808 et le prix le 1er juillet 1810, est un important architecte-entrepreneur, il était électeur censitaire et Régent (nom donné aux échevins à l'époque du royaume uni des Pays-Bas) de Hal. Homme riche, le père de Poelaert aimait à recevoir chez lui, les gens de lettres et les artistes.
Quant à son grand-père Joseph Poelaert (1748-1824), maître-maçon et constructeur actif de son temps, il fut reçu bourgeois de Bruxelles le 8 avril 1782.
Son grand-père maternel Pierre-Joseph Stas fut doyen de la corporation des étainiers et octovir de la Gilde Drapière dans l'ancien Régime.
Joseph Poelaert passa son enfance et son adolescence dans le grand hôtel particulier que son père avait construit rue de Laeken (actuel no 76) en 1824 quand il avait sept ans. La famille y était voisine de l'architecte Henri Partoes (actuel 78).

## Un architecte du règne de LéopoldIer
Beaucoup d’auteurs situent erronément son œuvre sous le règne de Léopold II de Belgique (1865-1909), liant naturellement la majesté, l’abondance et la modernité d’une production hors norme qui apparaît subitement au milieu d’un grand vide architectural avec le règne de ce roi surnommé le « roi bâtisseur », mais qui en fait était plutôt un roi urbaniste et créateur de grands espaces verts. Le vrai grand roi bâtisseur, au sens propre et au sens figuré car il a bâti un pays nouveau, fut Léopold Ier.
Cette attribution de sa carrière au règne de Léopold II est toujours répétée de nos jours comme dans le journal le Soir du samedi 22 août 2009 où l'on peut lire : « une colonie, qui a permis à Léopold II de construire le plus grand palais de justice du monde, l’église Sainte-Catherine, l’église Sainte-Marie, l'avenue Louise, l'avenue de Tervueren... Tout cela avec l’argent des colonies et le fruit de nos exploitations du cuivre du Katanga », en un mot le Palais de Justice aurait été construit avec le sang du Congo… alors que le Palais de Justice commencé en 1860 fut inauguré le 15 octobre 1883 après la mort de Poelaert et que la souveraineté sur le Congo ne fut attribuée au roi Léopold II par la Conférence de Berlin qu’en 1885 ! De même, l'église Sainte-Catherine, fut commencée en 1854 et terminée en 1874, et l'église Sainte-Marie, œuvre de l'architecte Louis van Overstraeten, fut commencée en 1845, un demi-siècle avant que la Belgique n'aie une colonie !
En fait, cette dernière œuvre de Poelaert, le Palais de Justice de Bruxelles, aux plans conçus sous Léopold Ier, sera édifié à la fin du règne de Léopold Ier puis durant les 17 premières années du règne de Léopold II (1865-1909), après la mort tant de Léopold Ier que de Poelaert. Mais il reste une œuvre voulue sous Léopold Ier dont il couronne d'une certaine manière symboliquement le règne et l'époque qui fut celle de la brillante génération des fondateurs de la Belgique, attachée au droit et aux libertés.
D’ailleurs comme l’écrit Barbara Emerson, Léopold II ne s’est jamais préoccupé de sa construction : « il semble que son fils et successeur (Léopold II) ne se soit jamais mêlé de très près à la construction du gigantesque édifice » et également pour Thierry Demey « le roi qui préside, le 15 octobre 1883, aux cérémonies d'inauguration du palais de justice n'a été mêlé, ni de près, ni de loin, à la genèse de sa construction. Mais, comme tous les Bruxellois, il a assisté, mi-médusé, mi-fasciné, à sa lente mise en forme ».

## Sa formation
Joseph Poelaert avait commencé ses études auprès de son père qui lui inculqua dès son jeune âge l'enseignement de la pratique constructive. Il suivit ensuite les cours de l'Académie royale des beaux-arts de Bruxelles, sous Tilman-François Suys, dont les leçons ne le marquèrent pas. Poelaert les continua à Paris à l'École des beaux-arts où il reçut sa formation principale auprès de Louis Visconti auteur du tombeau de Napoléon aux Invalides et dans l'atelier de Jean-Nicolas Huyot qui termina l'Arc de Triomphe. Il devint admirateur de Henri Labrouste (1801-1875), et suivi une carrière parallèle à celle des Joseph-Louis Duc (1802-1879), des Félix Duban (1797-1871) et des Simon-Claude Constant-Dufeux (1801-1870) qu'il y côtoya.
C'est à Paris qu'il s'inspira également de l'architecture napoléonienne et de l'œuvre de Percier et Fontaine, qui avaient entrepris le projet grandiose de grands palais correspondant aux principales activités de l'État et qui furent les maîtres de Visconti.
Ayant terminé ses études parisiennes il fit le traditionnel tour de France et ensuite avec son frère le sculpteur Victor Poelaert (1820-1859) et son ami le sculpteur Égide Mélot (1816-1885), il fit un premier voyage de formation en Allemagne qu'il répéta par la suite.

## Son parcours créatif
Le jeune Joseph Poelaert entre en 1836 comme élève à l’Académie royale des beaux-arts de Bruxelles. Il avait hésité à devenir pianiste et restera toute sa vie un excellent musicien, aimant à s'exprimer à travers cet instrument.
Ses premières œuvres, vers 1832, alors qu'il avait environ quinze ans, furent les décors de théâtre destinés au petit théâtre qu'avait construit son père dans la maison familiale de la rue de Laeken. Ces projets furent révélés après la mort de Poelaert lors de l'Exposition nationale d'architecture de 1883 à Bruxelles où ils firent sensation.
Artiste de la transition entre le romantisme et le modernisme, féru de références classiques au monde gréco-romain, sont œuvre est avant tout tournée vers l'hellénisme qui fut sa référence principale.
Joseph Poelaert commence sa carrière comme dessinateur et inspecteur des bâtisses et, ensuite architecte communal à la ville de Bruxelles (1847-1859). À ce titre, il crée une fontaine publique à la mémoire du bourgmestre Nicolas Rouppe (1846) et les plans de deux écoles communales situées boulevard du Midi (1849) et rue de Schaerbeek. Il réalise également l'aménagement de la place des Barricades (1849).
Il remporte ensuite le concours de la place des Panoramas – aujourd’hui place du Congrès – et à partir de 1850, il se consacre au projet d’une colonne consacrée au Congrès national et à l’Indépendance. Elle doit impérativement être plus grande que la colonne Vendôme à Paris, plus belle que la Colonne Trajane à Rome. Pour la représentation des Provinces en bas-relief, il fait appel au sculpteur belge Eugène Simonis. Pour la statue en pied de Léopold Ier qui doit couronner l’édifice, ce sera Joseph Geefs.
À la même époque, Bruxelles connaît une inondation qui ravage le quartier Sainte-Catherine. Poelaert est chargé de la construction de la nouvelle église à l'emplacement du premier bassin du port de Bruxelles. À partir de 1863, l'édification est poursuivie par Wynand Janssens. L'église n'a toutefois jamais été terminée.
Le 11 octobre 1850, Louise-Marie d'Orléans, reine des Belges, meurt à Ostende. Poelaert décorera la collégiale de Bruxelles pour les funérailles. La souveraine ayant fait le vœu d’être inhumée à Laeken, Léopold Ier décide d’ériger une nouvelle église ainsi qu’une crypte réservée à la famille royale. Les fonds nécessaires seront en partie fournis par une souscription nationale lancée à l’initiative des délégués des provinces belges. En 1851, un concours pour Notre-Dame de Laeken est organisé. Poelaert l’emporte avec un projet dans le style néo-gothique. Le roi pose la première pierre le 27 mai 1854. Elle sera consacrée le 7 août 1872 alors que le monument n’est pas encore achevé. Ce sera Léopold II, soucieux de l’embellissement des lieux, qui charge un architecte de Munich, le baron Heinrich von Schmidt, d’achever la façade principale, les porches monumentaux et la tour centrale.
En 1852, Poelaert est l’architecte le plus prisé de la capitale belge, malgré ses sautes d’humeur, ses prolongations de délais et ses dépassements de budgets dans des proportions pharaoniques. Les critiques sont virulentes : lui sont reprochées son architecture qualifiée de massive et son ornementation jugée rudimentaire.
En 1855, nommé architecte de la Ville de Bruxelles, il supervise six chantiers d’envergure (dont la caserne des pompiers de la rue Blaes).
Le 21 janvier 1855, un incendie ravage l’opéra de La Monnaie. Poelaert remporte le concours pour sa reconstruction. Lors de l'inauguration, pendant le premier entr'acte, comme le raconta la presse, « le bourgmestre a introduit Joseph Poelaert au balcon, l'architecte auquel la ville de Bruxelles doit son beau théâtre et qui fut chaleureusement ovationné par le public ».
Il démissionne de la fonction publique en 1859.

## Son œuvre-testament: le Palais de justice de Bruxelles
L’arrêté royal du 27 mars 1860 annonce le projet de la construction d’un nouveau Palais de Justice. Le concours est international mais aucun des vingt-huit projets n’est retenu. Le Ministère de la Justice se tourne vers Poelaert qui remet un projet d’une surface au sol de 20 000 m2 pour un budget de 3 millions de francs.
Poelaert soumis en avril 1862 un avant projet, qui fut approuvé par le ministre Victor Tesch, c'est ensuite à Paris, loin des pressions et des influences de Bruxelles, que Poelaert se retira pour mettre la touche finale à ses plans du Palais de Justice, il y avait réuni une équipe de dessinateurs parmi lesquels Charles Laisné et Édouard Corroyer. Revenu à Bruxelles il présente son projet, mais les plans changent en permanence. L'édifice finit par atteindre une surface au sol de 26 000 m2 (soit 2,6 ha, soit un carré de 162 m de côté) pour un budget de 50 millions de francs. Les expropriations des maisons du quartier populaire des Marolles ont en effet grevé le budget.
Finalement, le bourgmestre de Bruxelles, Jules Anspach, soutenu par le roi Léopold Ier, donne le feu vert à Poelaert pour la réalisation de son projet, travaux qui s’étaleront durant 17 ans, de 1866 à 1883, soit quatre années au-delà du décès de ces deux serviteurs de l’État qui s'éteignent en 1879.
Le palais est construit en grande partie sur le domaine du couvent des Dames de Berlaymont et sur le Parc de l'hôtel de Mérode, à la limite de la partie haute et de la partie basse de Bruxelles, à la frontière du quartier le plus populaire de Bruxelles, les Marolles. Les Marolliens, furieux de la situation, inventent une nouvelle insulte destinée à Poelaert : « schieve architect » (dans le dialecte bruxellois, on peut traduire cette expression par « architecte tordu » ou « architecte de guingois »).
Le Palais de Justice en quelques chiffres : 60 000 m3 de pierre blanche du Jura et de petit granit, 245 locaux, 8 cours intérieures, un dôme culminant à plus de 100 m au-dessus de la salle des pas perdus, 4 941 marches d’escaliers. L’imposant portique d’entrée est si grand qu’on pourrait y faire passer une maison entière haute de 15 m et pèse une quinzaine de tonnes. La pyramide initialement prévue par Poelaert a été remplacée par un dôme de cuivre surmonté d'un clocheton vitré, lui-même coiffé d'une couronne royale dorée. Cet édifice suscite toujours l’étonnement des étrangers par son gigantisme écrasant, surtout lorsqu’on le contemple depuis le bas de la rue de la Régence qui lui fait face.
Cette œuvre immense épuisa le Maître en 1874. Il avait montré alors des symptômes de burnout : « Il est atteint de fatigue cérébrale momentanée et même d'amnésie totale à propos d'événements récents ; il disparut notamment pendant trois jours et fut retrouvé près de Hal sans pouvoir dire comment il y était venu ; son médecin lui prescrivit un repos absolu ».

### La redécouverte des avant-projets originaux
En 2019, un groupe de chercheurs de l'Université libre de Bruxelles a eu la bonne fortune de redécouvrir les premiers projets originaux des plans du Palais de justice qui reposaient aux Archives générales du Royaume. Ces plans sont datés de Laeken, 30 mars 1862, époque où Poelaert était domicilié à Laeken rue des Palais.
Il s'agit donc en toute probabilité des plans que Poelaert soumis en avril 1862 au ministre Victor Tesch. Poelaert partit ensuite à Paris, où il se retira pour terminer son projet, il y avait réuni une équipe de dessinateurs parmi lesquels figurent Charles Laisné et Édouard Corroyer.

## Son œuvre
1. 1832 (environ) : décors de théâtre destinés au petit théâtre privé de la maison familiale Poelaert rue de Laeken, 76 (numérotation actuelle).
2. 1840 : Hôtel de ville de Lincent.
3. 1846, février : Décoration de la cour de l'Hôtel de Ville de Bruxelles pour la fête de la Société de Commerce.
4. 1846-1848 : Fontaine de la place Rouppe, ornée d'une statue personnifiant Bruxelles, par Charles Fraikin.
5. 1848, septembre : Projet pour la nouvelle caserne du Petit Château.
6. 1849 : Grille ornementale et réverbères au milieu de la place des Barricades.
7. 1849-1851 : École communale no 6, boulevard du Midi.
8. 1850 : à Saint-Vaast, château de monsieur Louis Faignart[32] époux de Claire Clotilde Boucquéau, né à Saint-Vaast (La Louvière), décédé en 1882 à Longchamps (Bertogne), député catholique dont la fille Emma Faignart (1845-1871), épousa Victor Allard.
9. 1850-1854 : Église Sainte-Catherine.
10. 1850 : Colonne du Congrès.
11. 1850, 17 octobre : Décoration de la cathédrale Saint-Michel à l'occasion des funérailles de la reine Louise-Marie.
12. 1850-1852 : Palais, place du Congrès, 1.
13. 1850-1852 : Palais, place du Congrès, 2.
14. 1851 : Auvent pour la façade du Théâtre royal du Parc.
15. 1851-1853 : École communale no 5, rue de Schaerbeek.
16. 1853, 9 avril : Salle de bal gothique dans la cour de l'Hôtel de Ville pour la majorité du duc de Brabant (futur roi Léopold II)
17. 1853 : 10 août : Décoration intérieure de Sainte-Gudule pour le mariage du duc de Brabant, futur Léopold II.
18. 1854 : 27 mai : Église Notre-Dame de Laeken, début des travaux.
19. 1855 : reconstruction du théâtre de la Monnaie.
20. 1857 : réservoirs d'eau d'Ixelles, rue de la Vanne.
21. 1857 : projet de restauration des bâtiments de l'Université libre de Bruxelles, rue des Sols.
22. 1857 : deux édicules du Parc de Bruxelles en face du palais royal.
23. 1857-1862 : Château de La Closière (dit Château Boch) à La Louvière.
24. 1857 : hôtel de maître, boulevard de Waterloo no 13.
25. 1857 : deux hôtels particuliers du docteur Goffin avenue de la Toison d'Or.
26. 1858 : projet des grilles et aubettes de la porte de Cologne.
27. 1859 : tracé de l'agrandissement du cimetière de la paroisse des Minimes.
28. 1859-1860 : caserne des pompiers à Bruxelles, place du jeu de Balle.
29. 1862 : plans du Palais de Justice. 1866, 10 septembre : début des travaux du Palais de Justice.

## L'œuvre en image

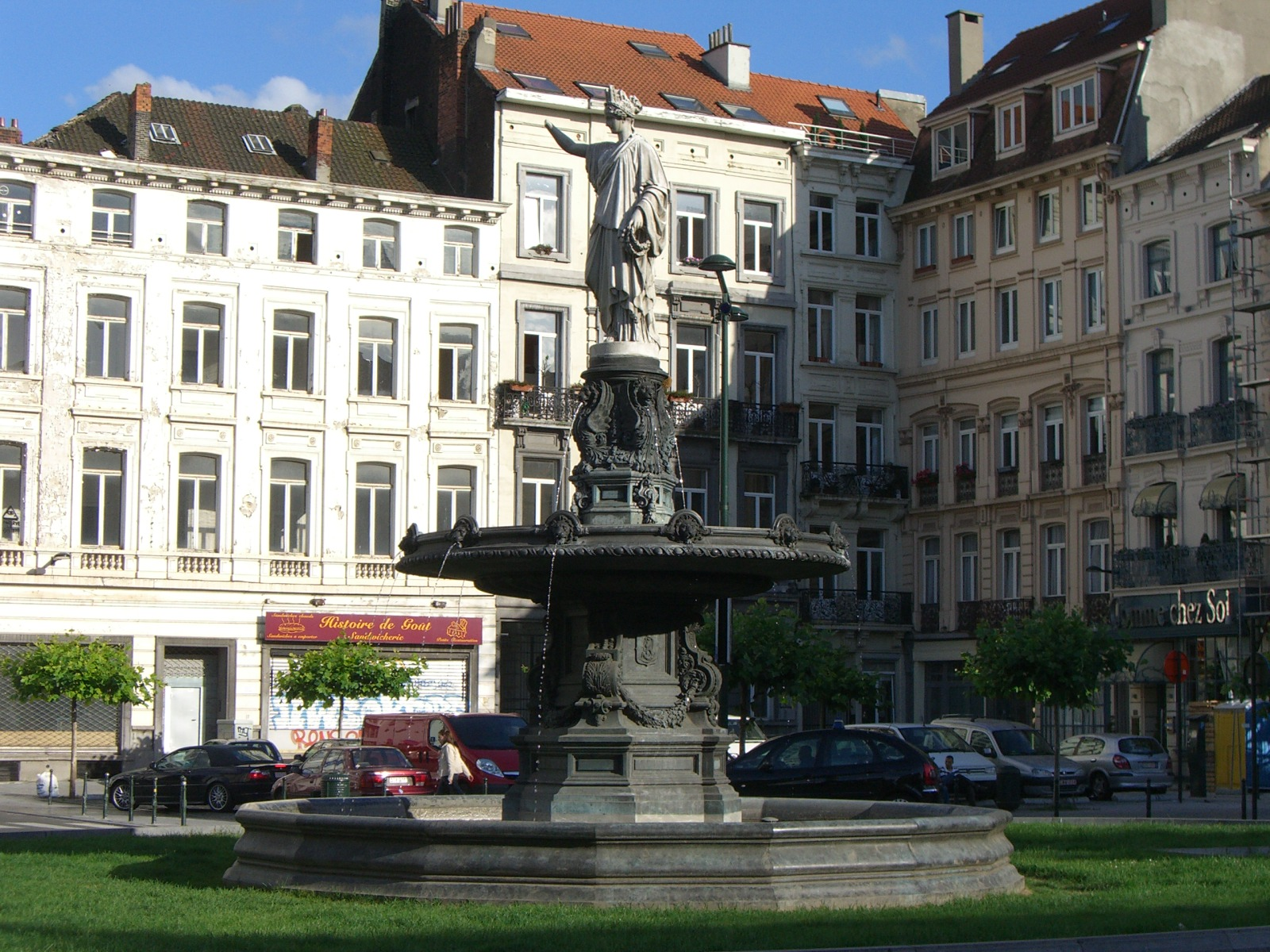
(4) - 1846-1848 : Fontaine de la place Rouppe, surmontée d'une statue de marbre blanc personnifiant Bruxelles par Charles Fraikin (1817-1893)
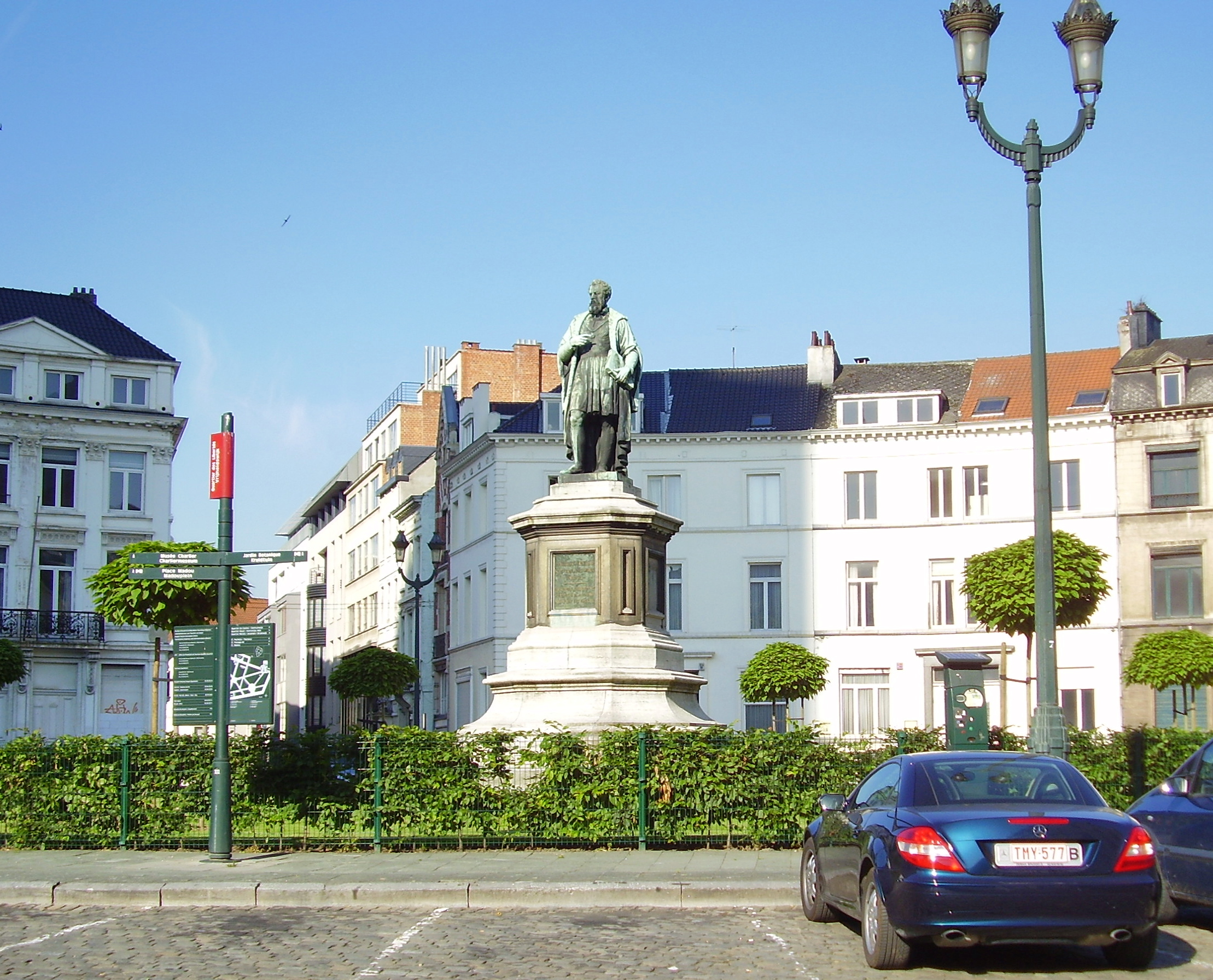
(6) - 1849 : grille et réverbères pour la place des Barricades à Bruxelles.
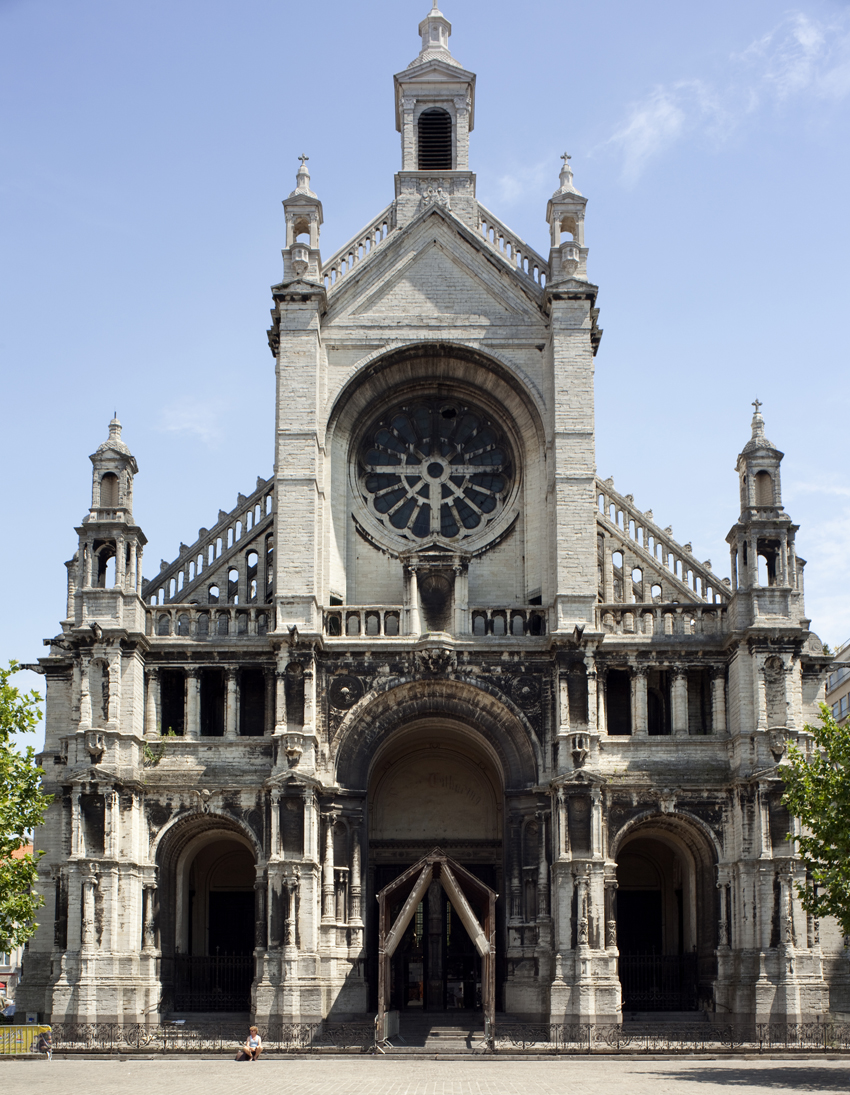
(9) - 1850-1854 : L'église Sainte-Catherine
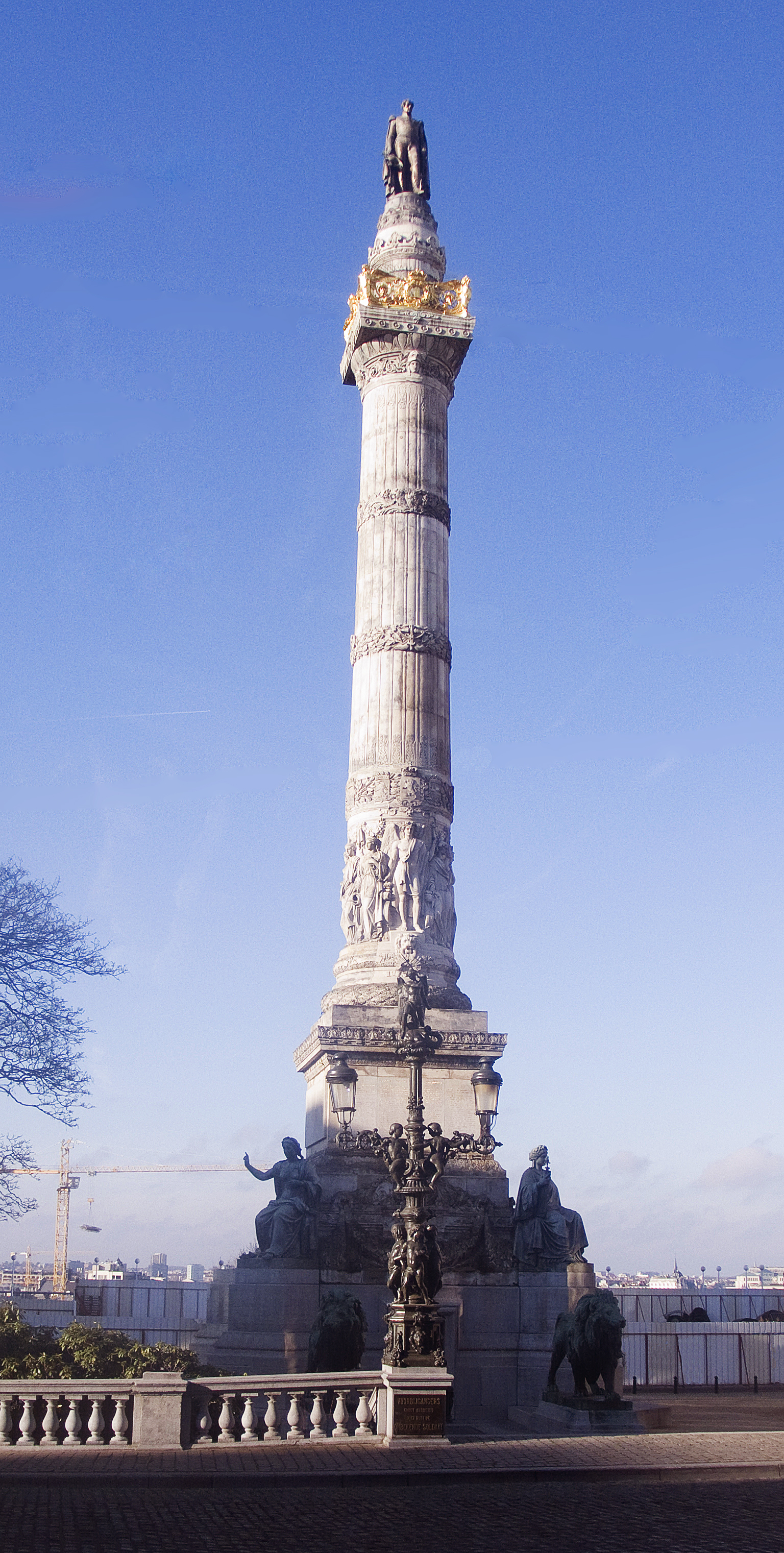
(10) - 1850 : Colonne du Congrès
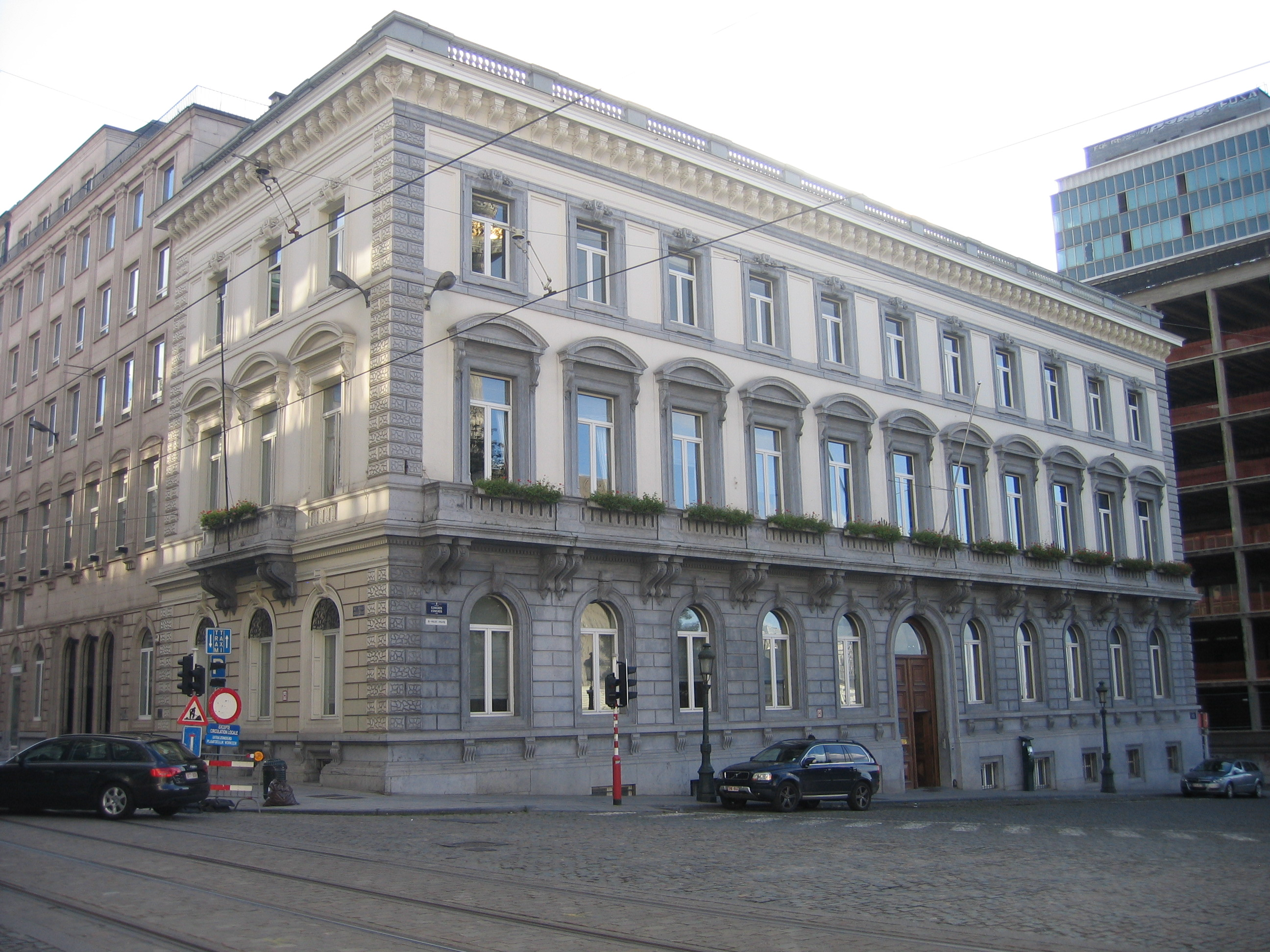
(12) - 1850-1852 : Palais, Place du Congrès, 1.
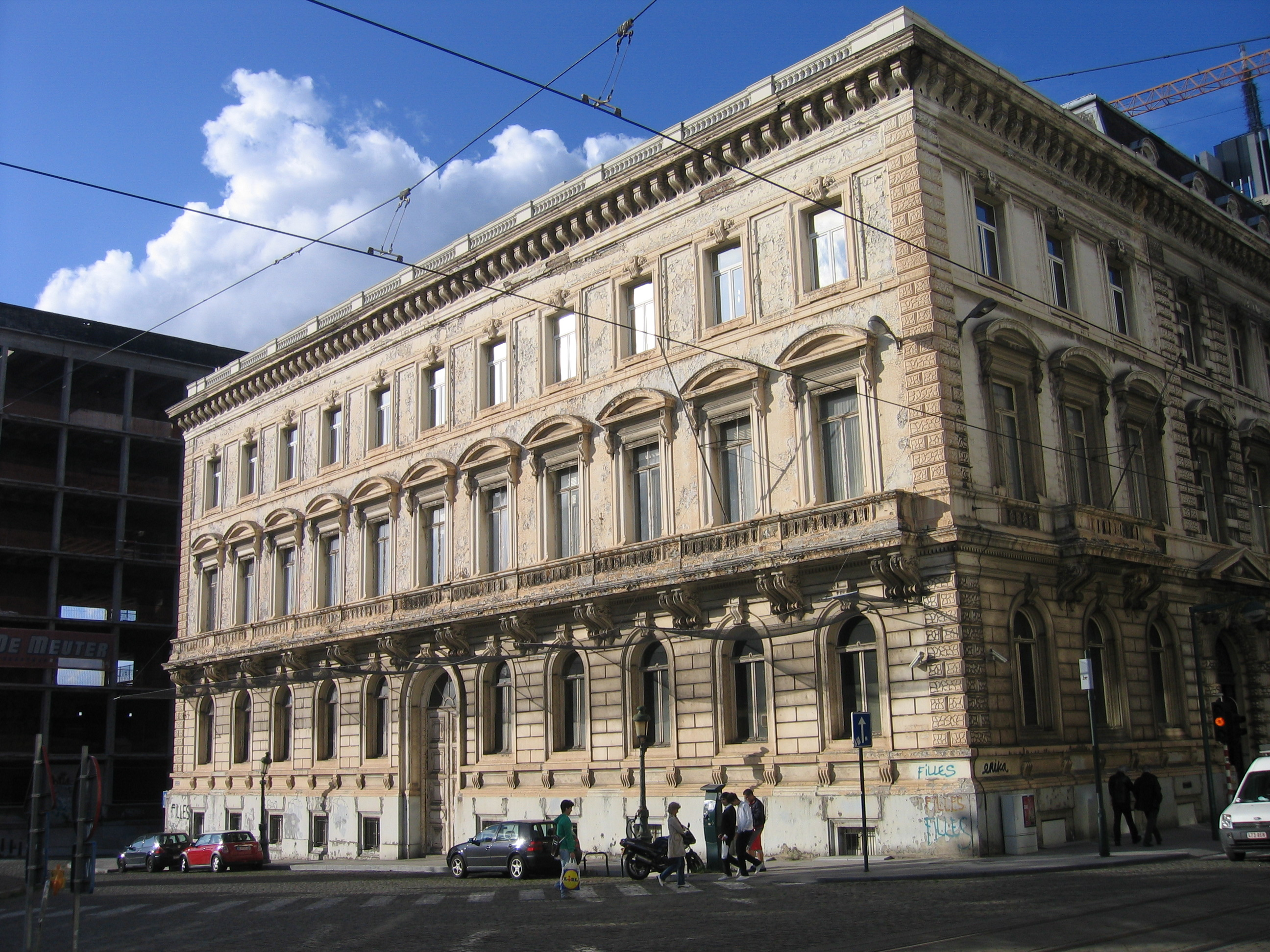
(13) - 1851-1852 : Palais Place du Congrès, 2.
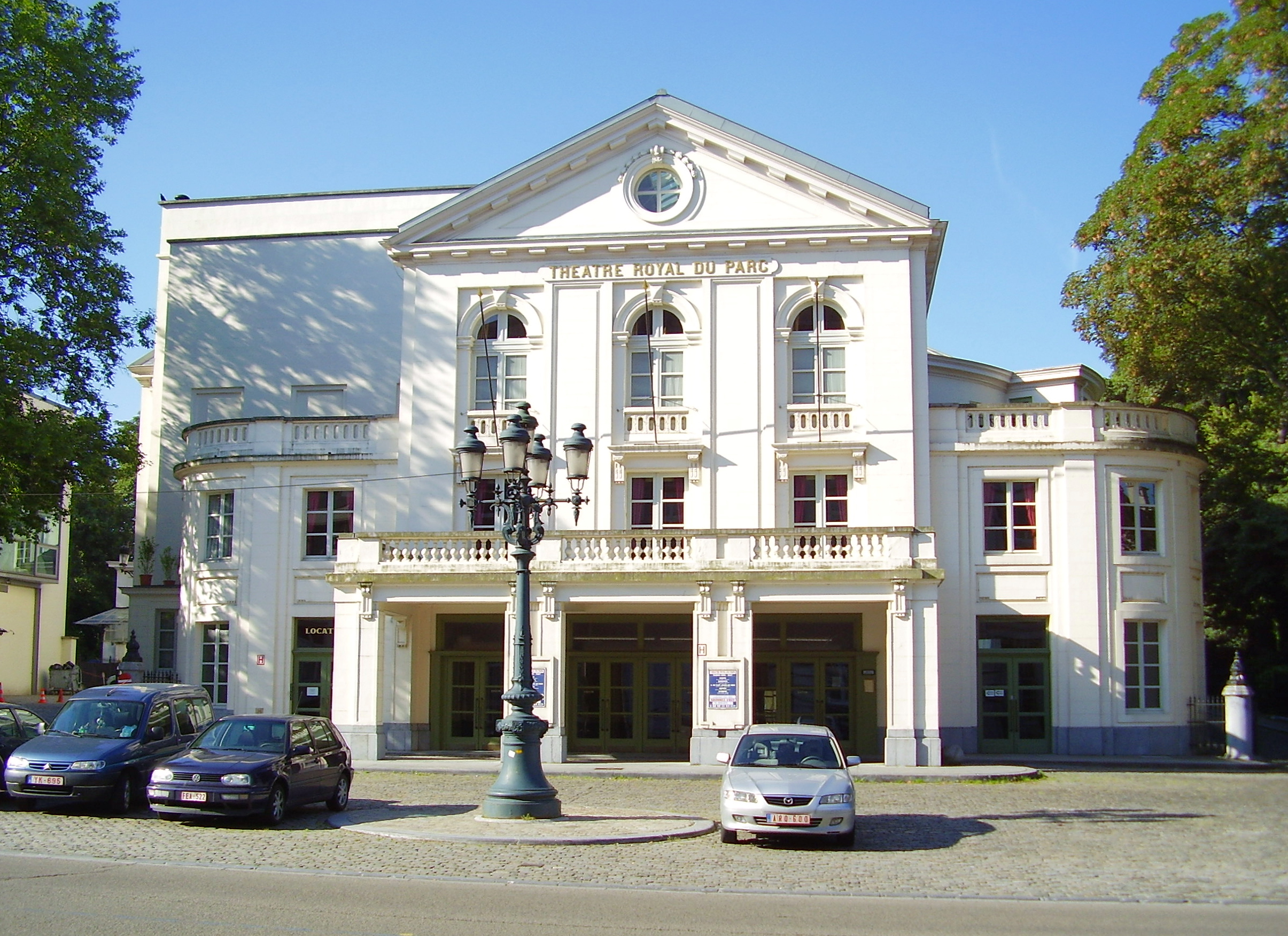
(14) - 1851 : Auvent du théâtre royal du Parc.
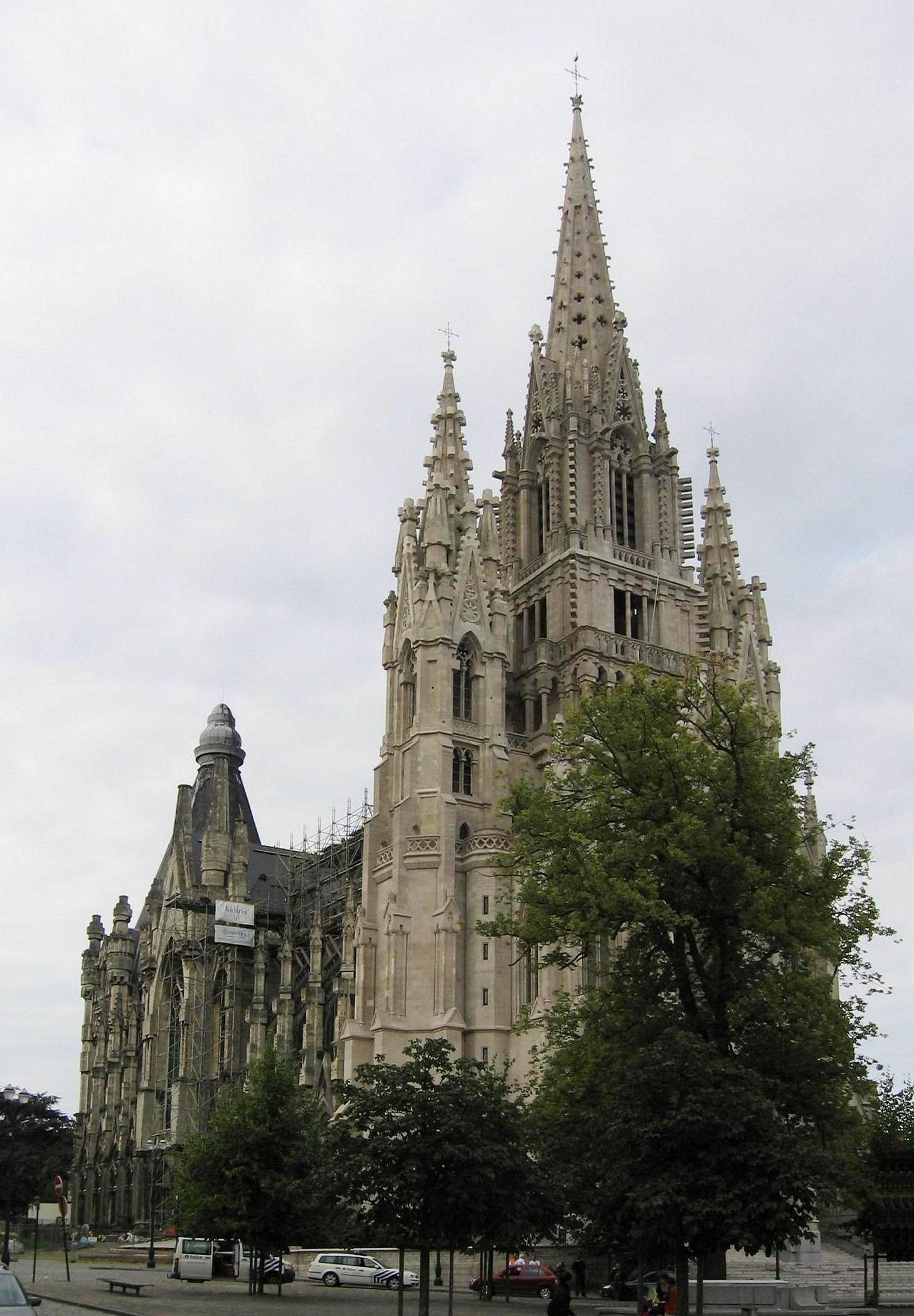
(18) - 1854 : Église Notre-Dame de Laeken.
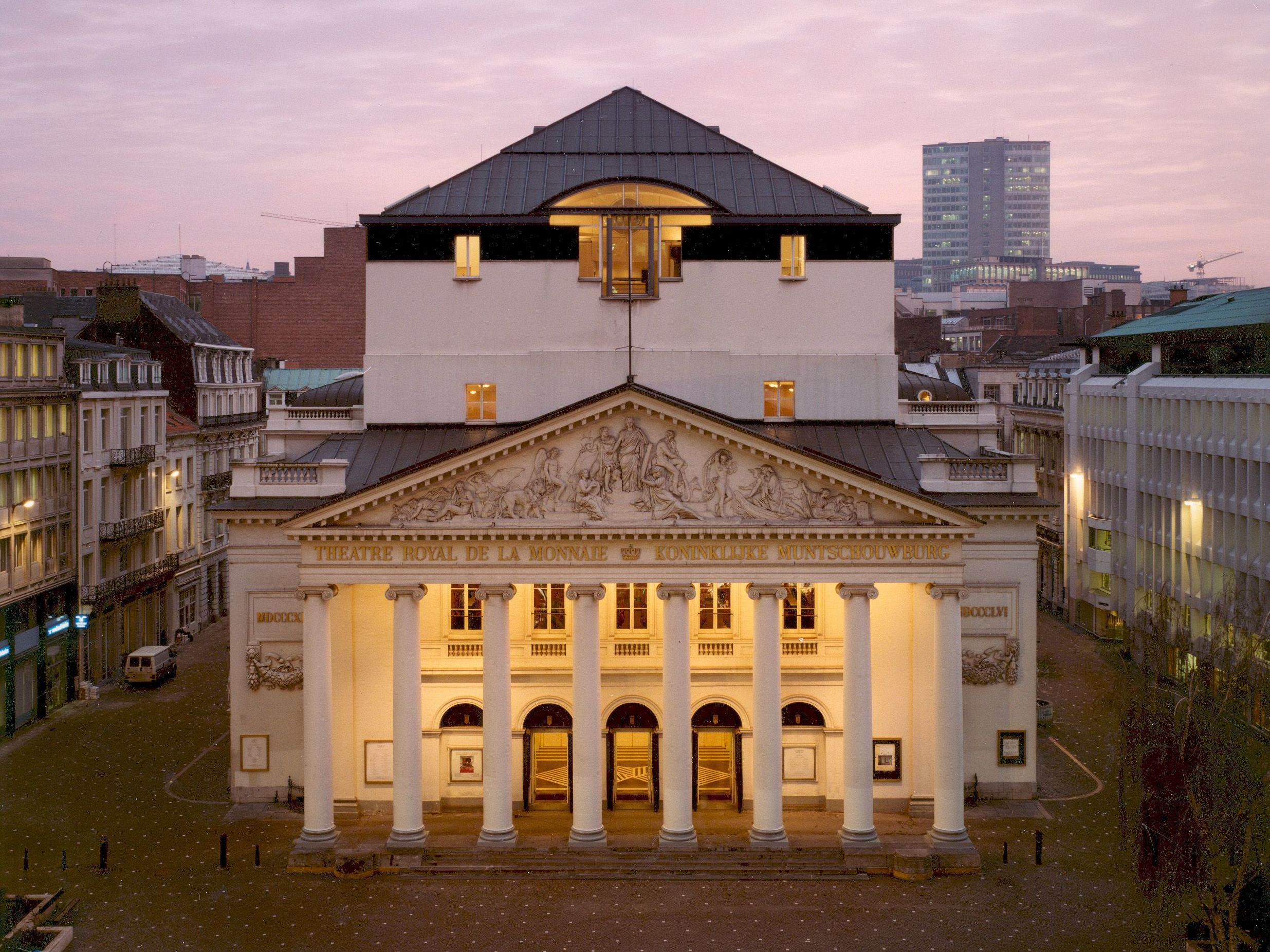
(19) - 1855 : Théâtre de la Monnaie.
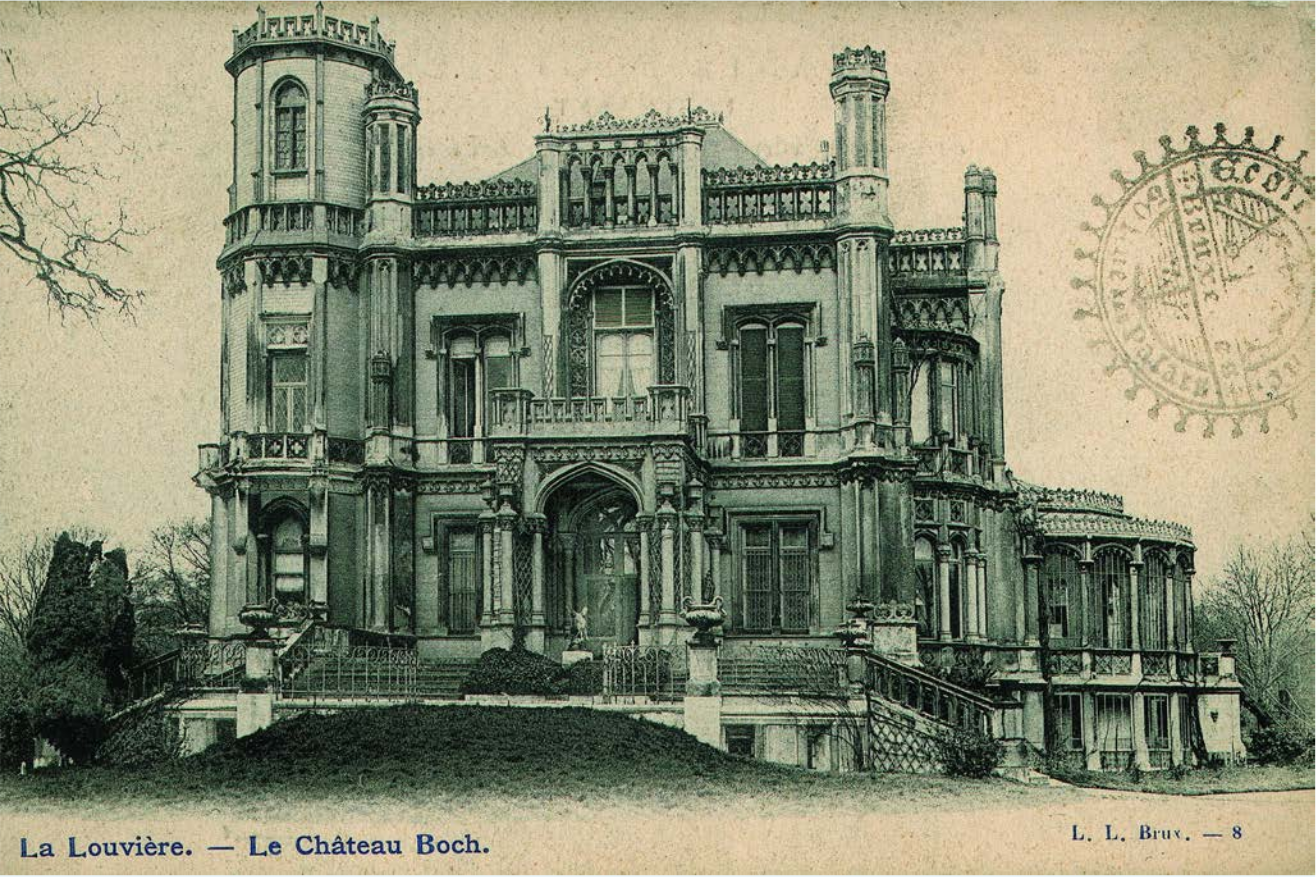
(23) - 1857-1862 : Château de La Closière (dit Château Boch) à La Louvière.
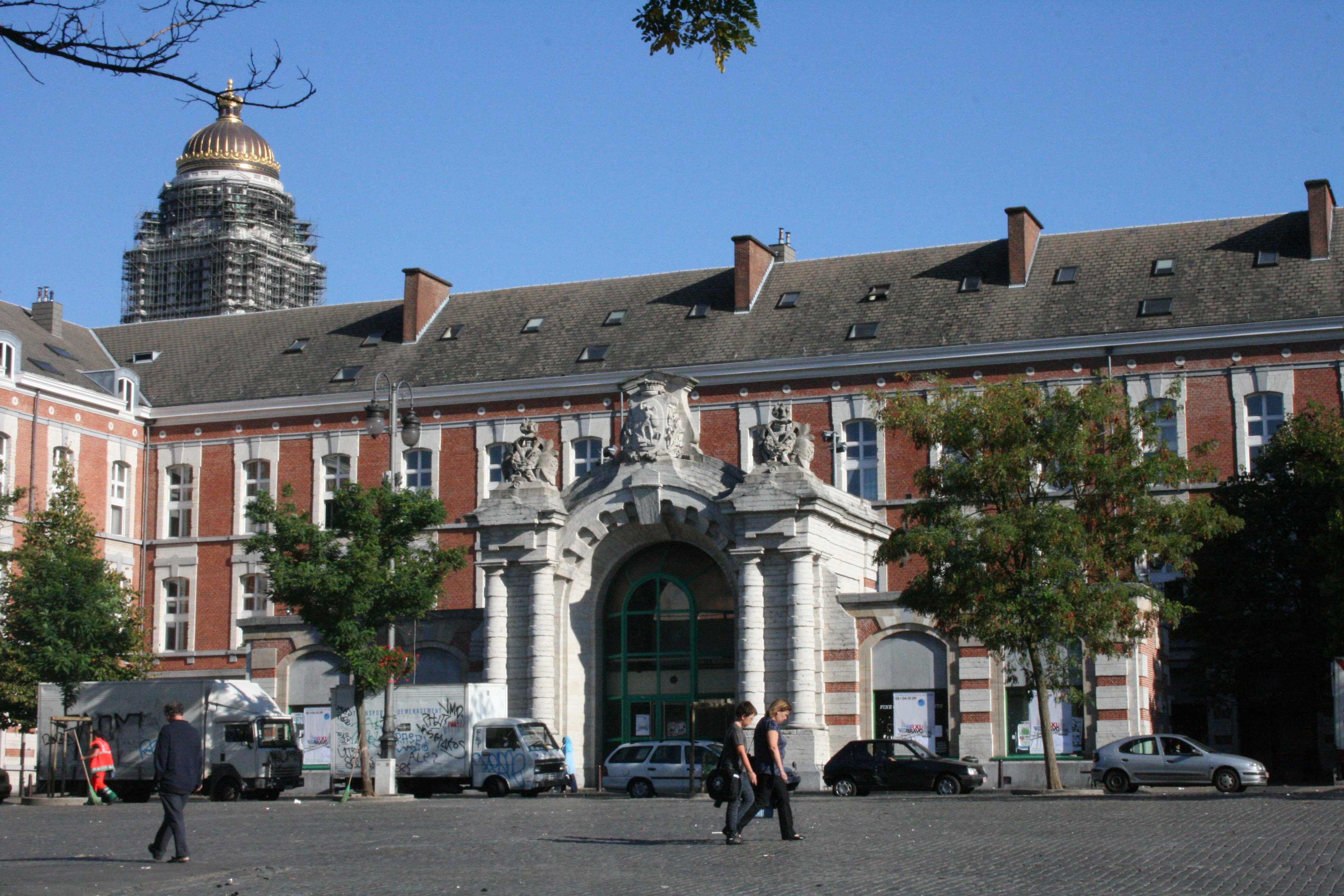
(28) - 1859-1860 : Caserne des Pompiers, place du Jeu de Balle, Bruxelles.
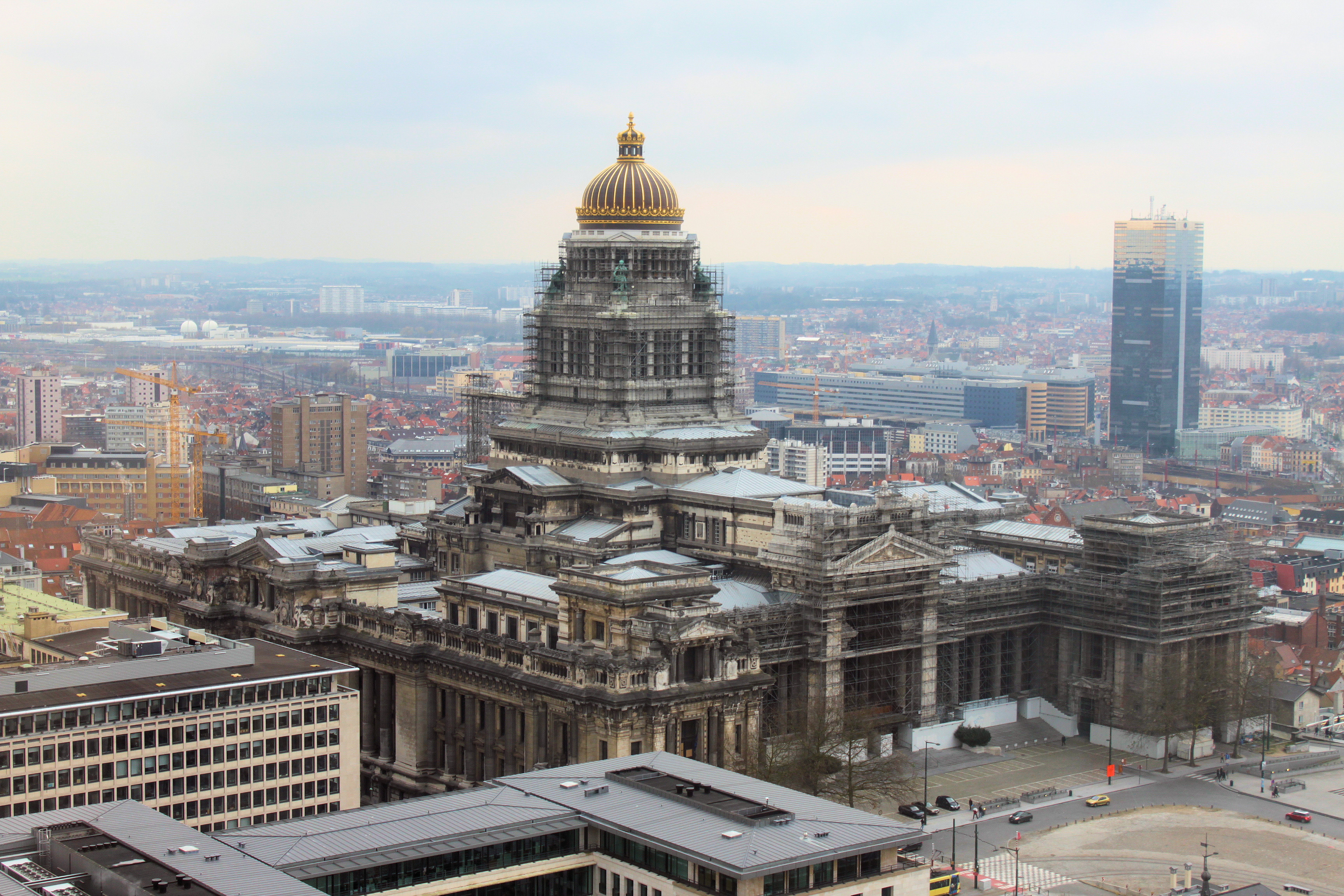
(29) - 1862-1866 : Palais de Justice de Bruxelles.

## L'œuvre de Poelaert dans les médailles
Divers artistes ont célébré les créations de Poelaert par des médailles,Saintenoy 1945, p. 149 :
- Laurent Hart (1810-1860) : médaille pour la Colonne du Congrès, pour commémorer la pose de la première pierre de la Colonne du Congrès[34], 1850.
- Adrien Veyrat : médaille pour commémorer la pose de la première pierre de la Colonne du Congrès, 1850.
- Adolphe Jouvenel (1798-1867) : médaille pour commémorer l'inauguration de la Colonne du Congrès, 1859.
- G. Wiener : également pour l'inauguration de la Colonne du Congrès, 1859.
- Léopold Wiener : également pour l'inauguration de la Colonne du Congrès, 1859.
- Jacques Wiener, médaille pour commémorer la pose de la première pierre de l'église de Laeken, 1854.
- Jacques Wiener et Léopold Wiener, médaille pour la consécration de l'église de Laeken, 7 août 1872.
- A. Fisch, médaille pour le Palais de Justice, en 1880 et en 1894.
- Paul Du Bois, médaille pour le Palais de Justice, 23 décembre 1894.

## Les domiciles et l'atelier de Poelaert

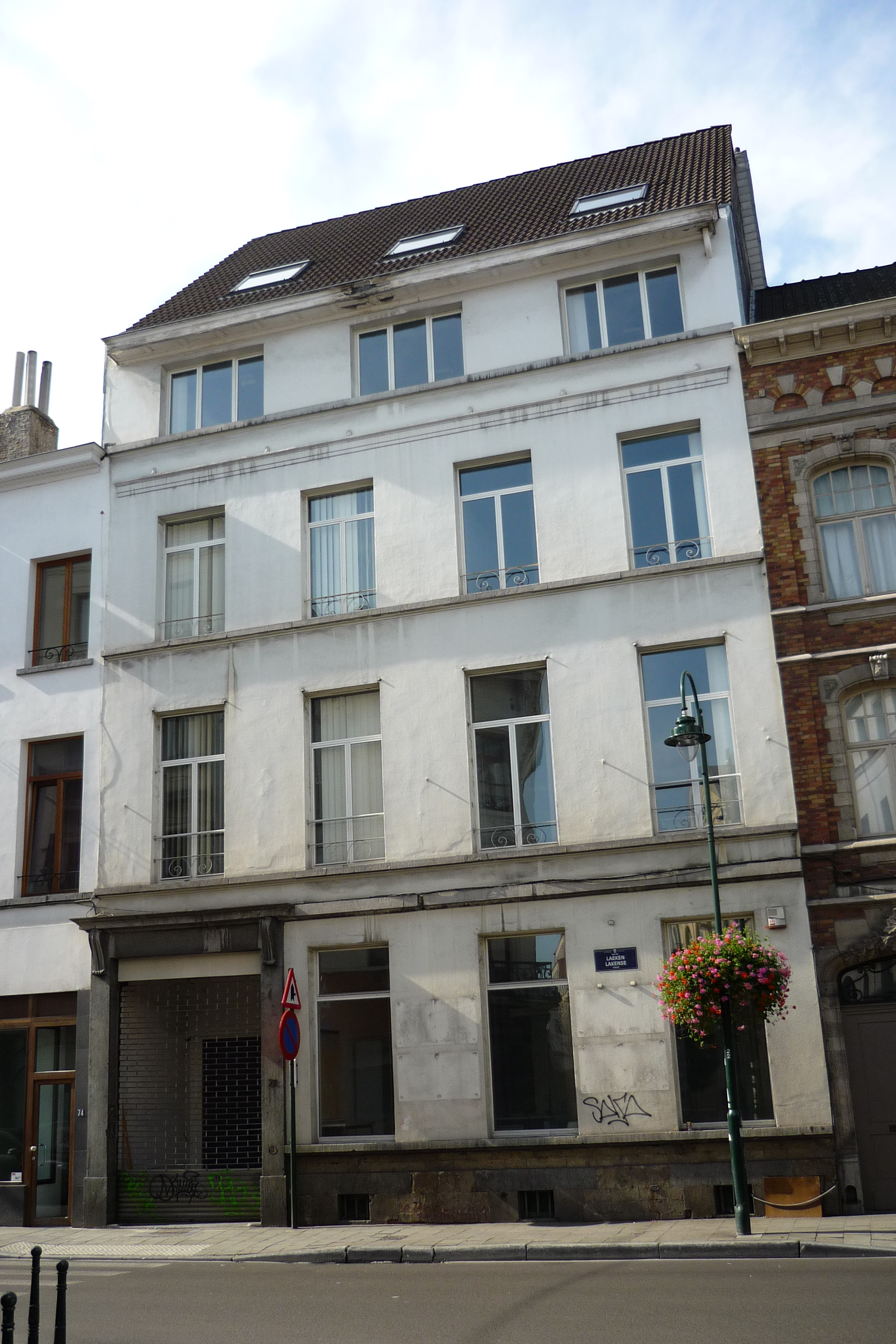
La maison de la famille Poelaert-Stas, construite en 1824, où vécut dès son enfance l'architecte Poelaert, au no 76 rue de Laeken (numérotation actuelle) à Bruxelles.

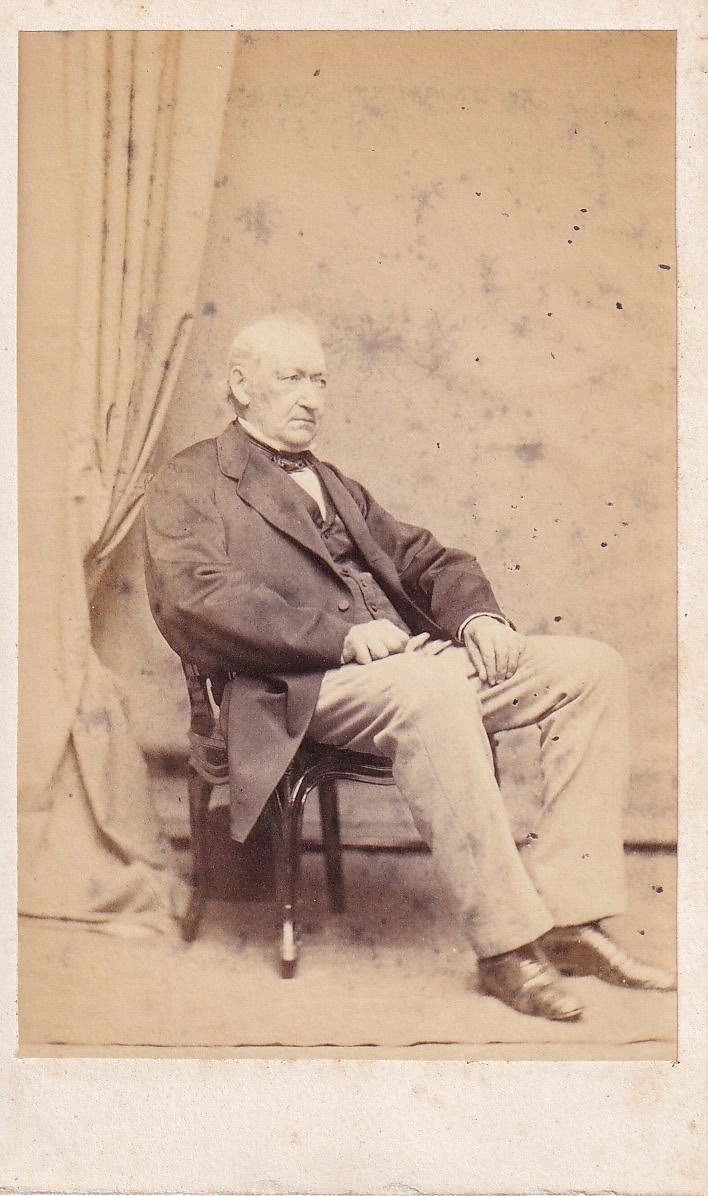
Philippe Poelaert (1790-1875), architecte, époux d'Isabelle Stas, père de l'architecte Poelaert.

- Le 21 mars 1817, Joseph Poelaert naquit au domicile de ses parents au no 1028 du Marché au Charbon.
- En 1824, le père de Poelaert construisit une nouvelle maison familiale au no 76 (numérotation actuelle) de la rue de Laeken. C'est toujours là que Poelaert habitait à l'âge de dix-neuf ans en 1836, quand il s'inscrivit à l'Académie de Bruxelles.
- En 1859, année de son mariage, Poelaert était domicilié rue Neuve à Bruxelles.
- En 1860, Poelaert était domicilié à Laeken, rue des Palais[35]. C'est de Laeken, le 30 mars 1862, que sont datés les plans originaux du Palais de justice reposants aux Archives générales du Royaume.

Paul Saintenoy, parle d'une « Villa de la Grande Grille » à Laeken dont on ne sait pas grand chose.
- Son atelier et ses bureaux, situés d'abord rue des Minimes au cœur des Marolles, et qui communiquaient avec sa maison[37], étaient une fourmilière où s'affairaient, dessinateurs, ingénieurs.
- À l'époque de la construction du Palais de Justice et jusqu'à son décès en 1879, l'habitation personnelle[38] de Poelaert était située au 13 boulevard de Waterloo à Bruxelles, cette maison de style Second Empire construite vers 1860, et située à quelques centaines de mètres du Palais de Justice, lui est attribuée.
- À côté de cette maison urbaine Poelaert possédait une maison de campagne à Laeken, la "Villa de la Grande Grille", où il aimait à se retirer dans le calme champêtre.

## Les élèves, les disciples, les stagiaires de Poelaert
De nombreux jeunes architectes, durant une période plus ou moins longue, ont reçu ou continué leur formation au sein de l'important atelier de Poelaert qui a ainsi été le maître de toute une génération d'architectes qui par la suite firent eux-mêmes une belle carrière. Cet aspect de Poelaert comme formateur et comme transmetteur du savoir architectural n'a pas encore été étudié, mais on peut établir déjà une liste de quelques disciples qui se sont formés auprès de lui : 
- Joachim Benoît, chef du bureau d'architecture de Poelaert.
- Jacques Van Mansfeld, collaborateur du bureau d'architecture Poelaert.
- Octave van Rysselberghe, collaborateur du bureau d'architecture Poelaert.
- Edmond De Vigne, collaborateur du bureau d'architecture Poelaert.
- Pierre van der Straeten, collaborateur du bureau d'architecture Poelaert.
- Émile Hellemans, collaborateur du bureau d'architecture Poelaert.
- Henri Coenraets, collaborateur du bureau d'architecture Poelaert.
- Charles Laisné, collabora comme dessinateur pour Joseph Poelaert lorsque celui-ci termina son projet de Palais de Justice à Paris.
- Édouard Corroyer, collabora comme dessinateur pour Joseph Poelaert lorsque celui-ci termina son projet de Palais de Justice à Paris.
- Wynand Janssens (1827-1913)
- Gédéon Bordiau (1832-1904)
- Valère Dumortier, dessinateur chez Poelaert.
- Charles Neute, dessinateur chez Poelaert.

Auxquels s'adjoignait le sculpteur ornemaniste Georges Houtstont et de nombreux autres artisans dans divers domaines des arts appliqués.

## Sa famille

Les armes de la famille Poelaert.

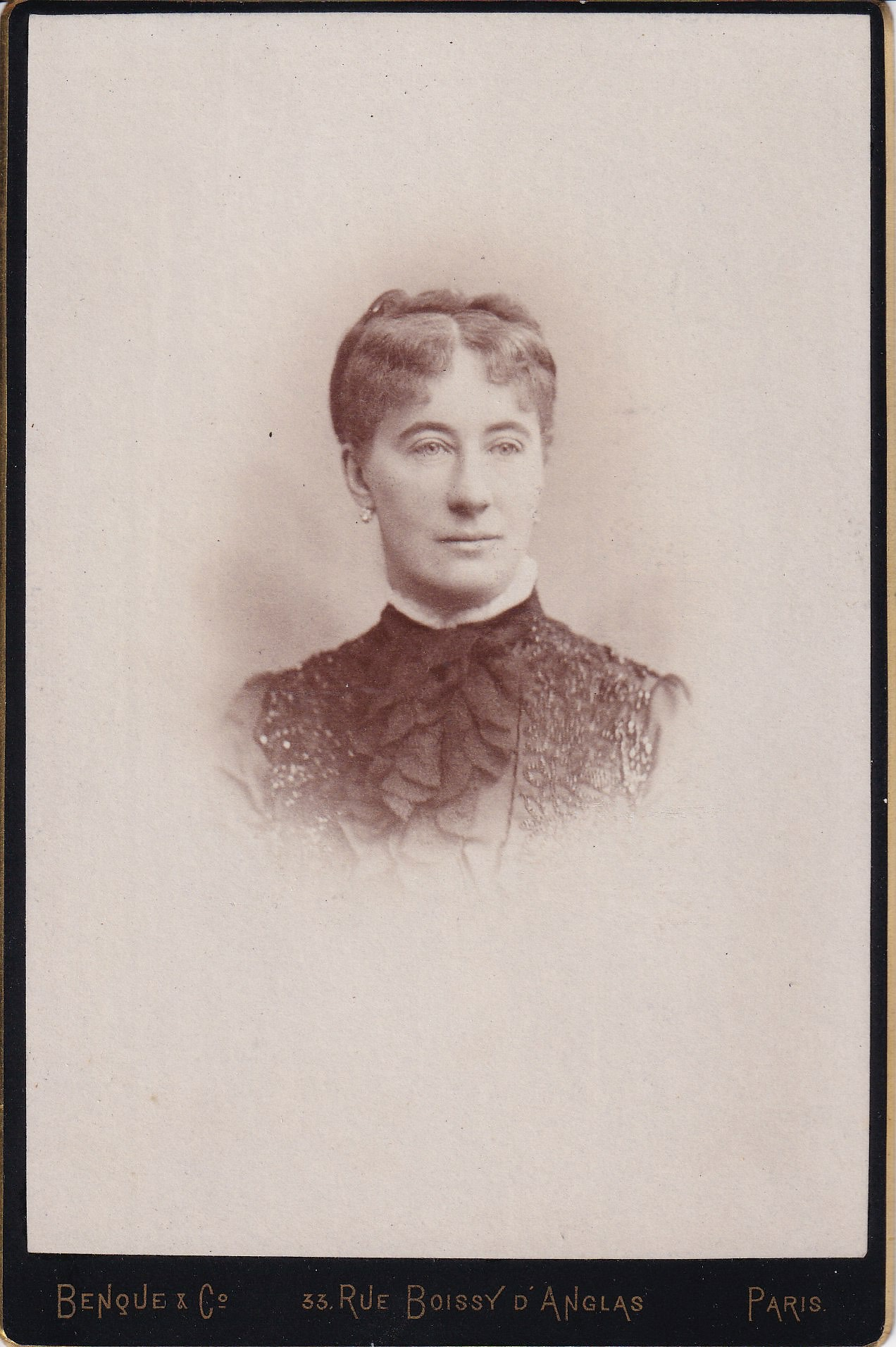
Léonie Toussaint, son épouse.

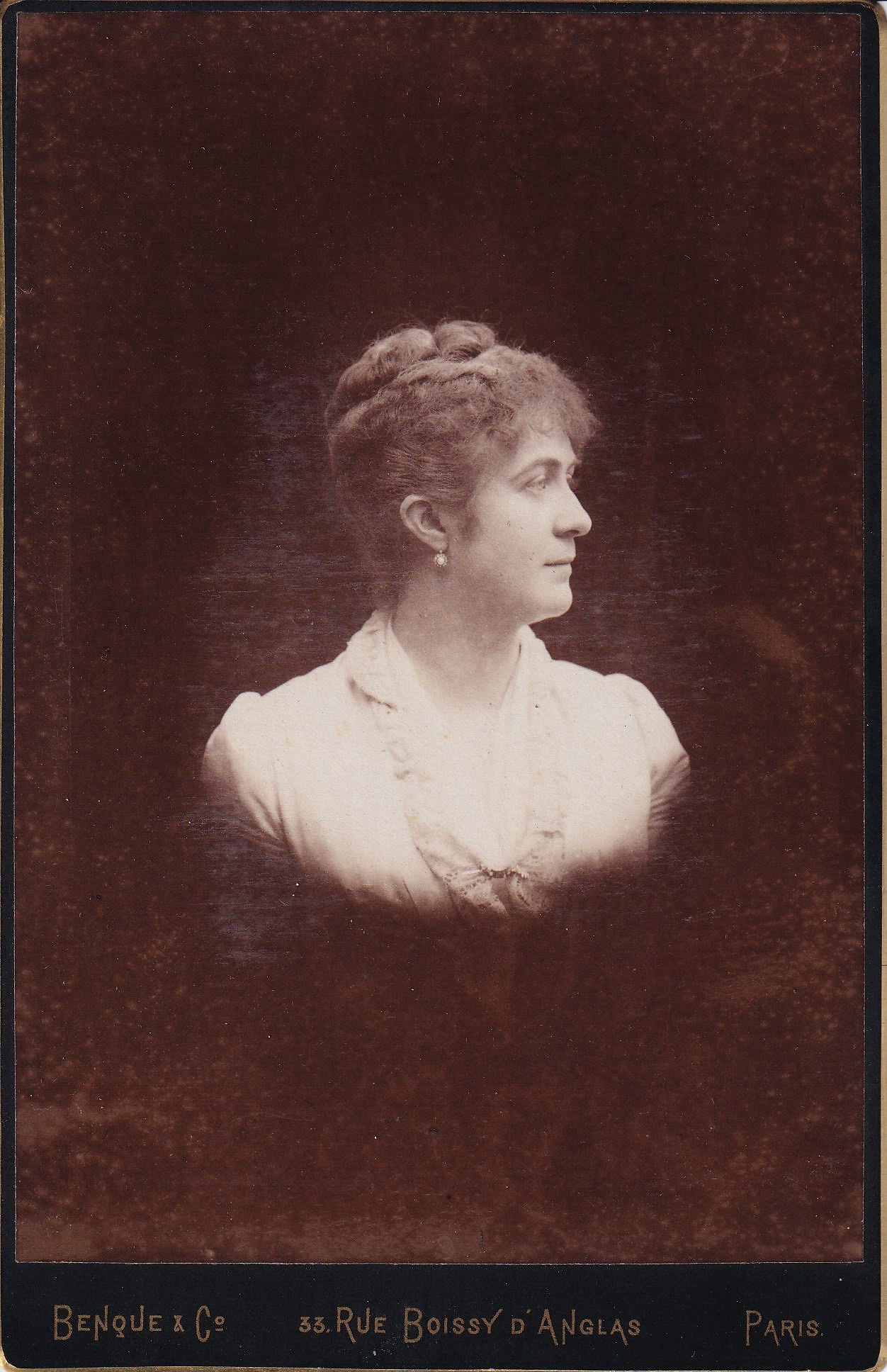
Sa fille Marguerite Poelaert (1860-1917), épouse de Maurice Pauwels.

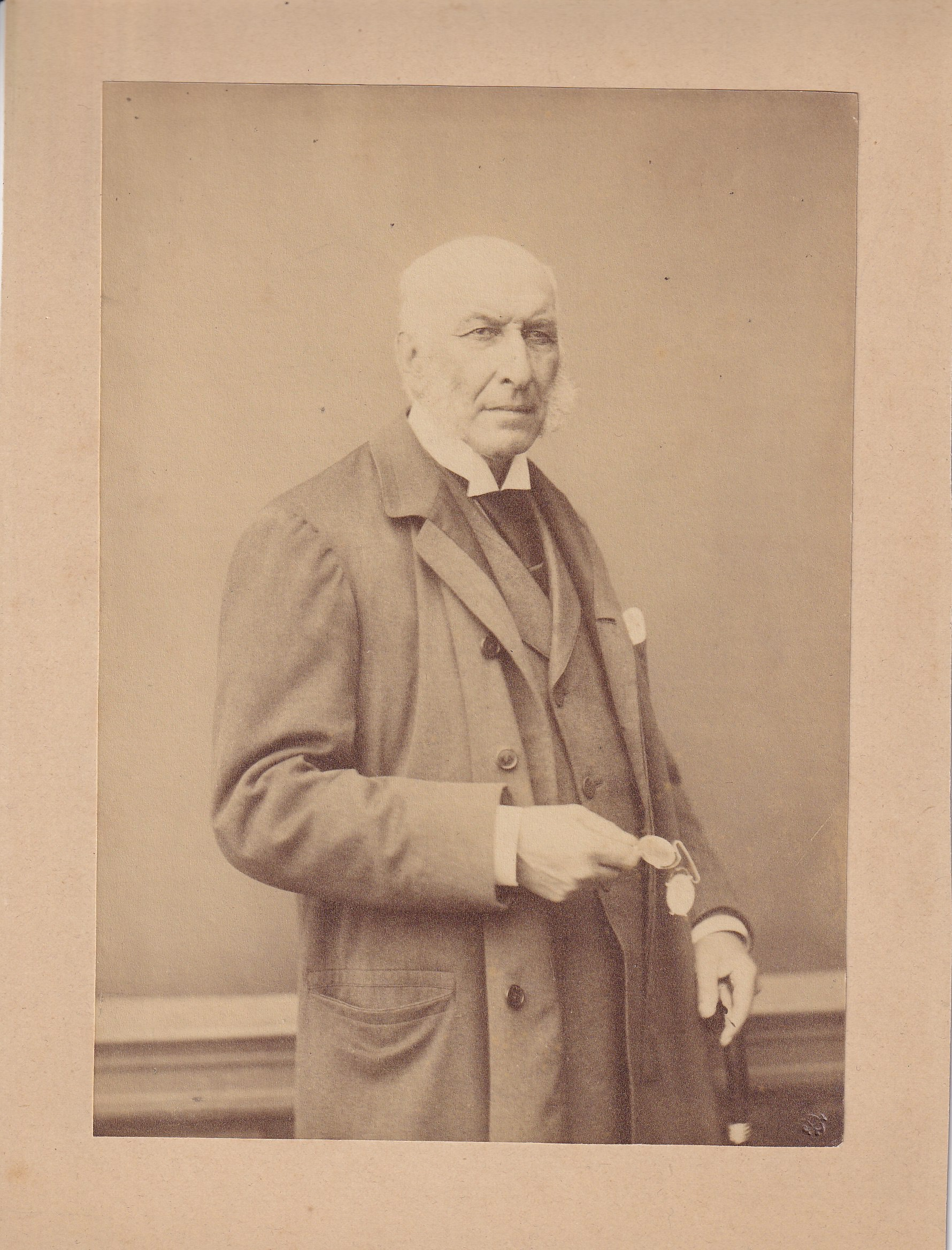
Constant Poelaert (1827-1898), avocat à la Cour d’Appel de Bruxelles, époux d'Ernestine Jacobs, son frère.

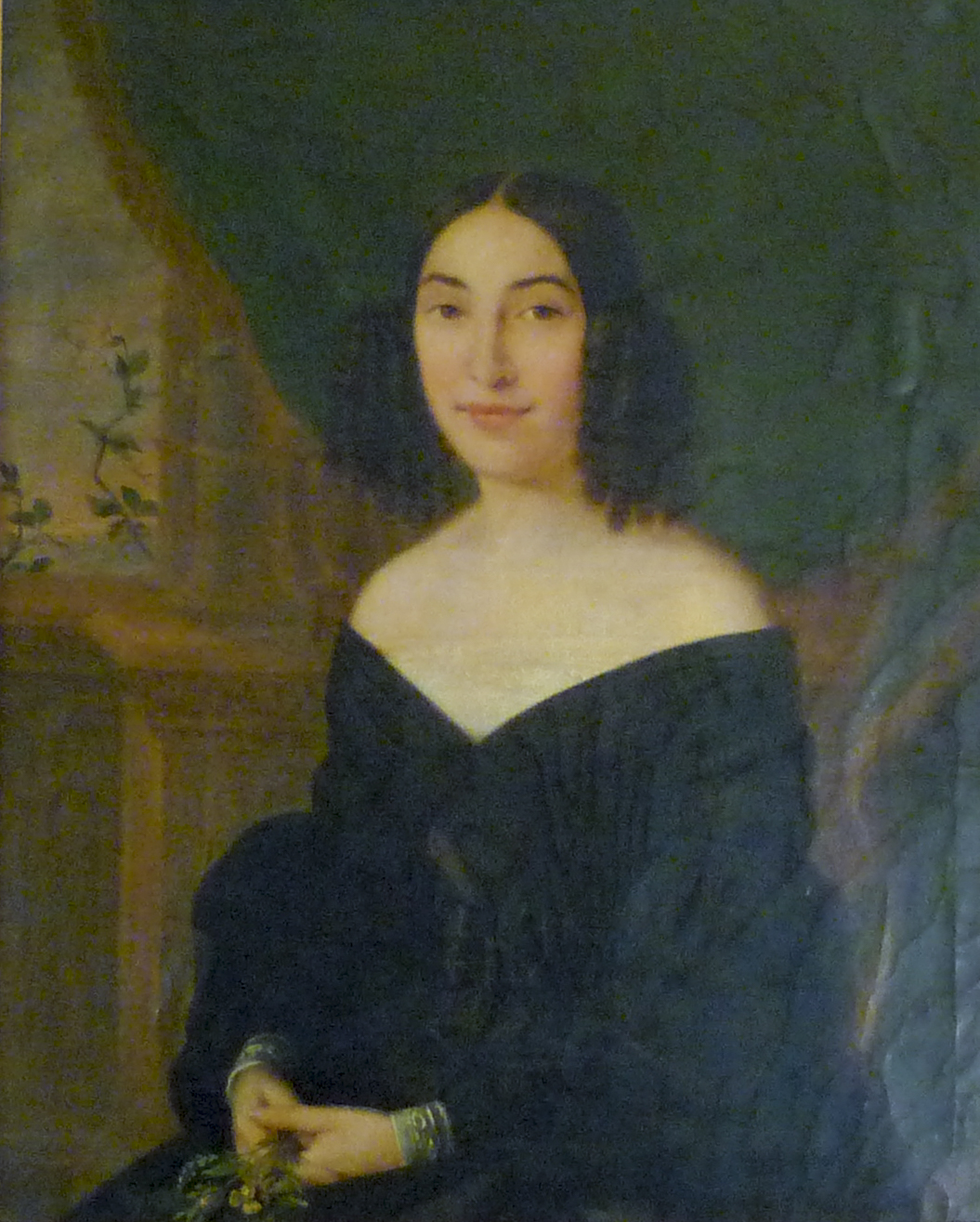
Hortense Poelaert (1815-1900), sœur de l'architecte Poelaert, et épouse d'Eugène van Dievoet (1804-1858), huile par Ignace Brice, 1840.

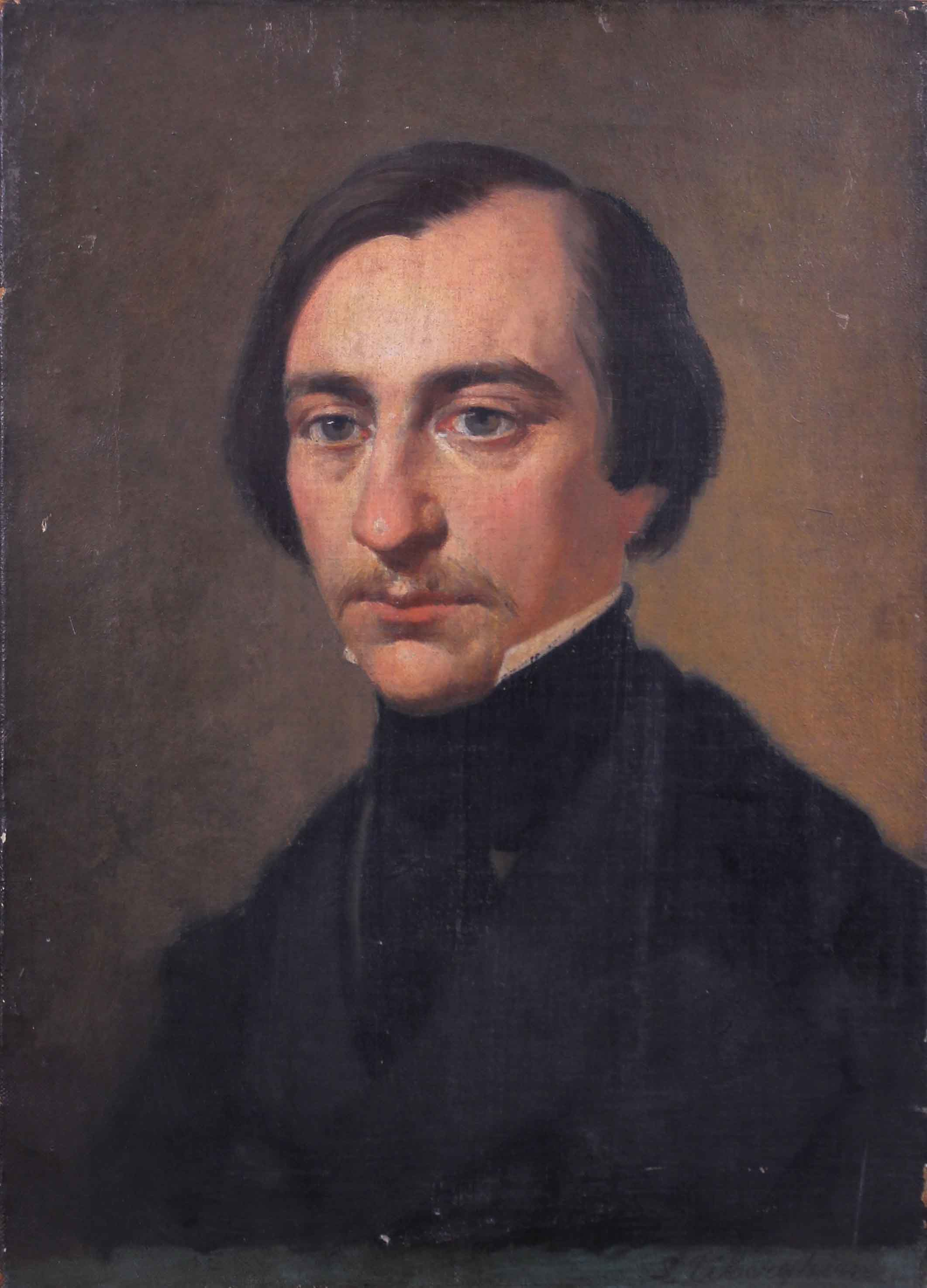
Le sculpteur Victor Poelaert, frère de Joseph, portrait par Jacques Louis Tiberghien

Joseph Poelaert, qui était resté longtemps célibataire, s'était marié à quarante deux ans, le 25 août 1859 à Bruxelles, avec une jeune fille de dix-neuf ans Léonie Toussaint née à Ixelles le 30 mars 1840 et décédée à Bruxelles le 23 juillet 1912, fille de Joseph-Ferdinand Toussaint, notaire à Bruxelles, écrivain saint-simonien, ancien membre de la Chambre des Représentants et un des propriétaires du journal L'Étoile belge, et de Philippine Anne Catherine Joséphine Kuhne, née à Bruxelles le 5 janvier 1813, demeurants à Bruxelles, rue Ducale 1061, puis à Saint-Josse-ten-Noode rue Hydraulique 217. Léonie Toussaint était aussi la sœur du peintre, collectionneur et mécène Fritz Toussaint.
Joseph Poelaert et Léonie Toussaint eurent une fille unique, Marguerite Philippine Poelaert, née à Laeken au domicile de ses parents rue des Palais le 7 juin 1860, morte en 1917, qui épousa Maurice Pauwels, né le 27 octobre 1861 à Molenbeek-Saint-Jean et décédé en 1912, fils de François Pauwels (1816-1884), administrateur général de la Compagnie générale de matériel de chemin de fer et de Marie Thibou (1839-1903). Maurice Pauwels mourut tragiquement en tombant dans la cage d'ascenseur de leur hôtel particulier boulevard de Waterloo. Sa sœur Marguerite Pauwels (1863-1887) était l'épouse de Paul Leclercq (1863-1944), procureur général près la Cour de cassation.
Leur fille Marthe Pauwels eut une fin tragique à Naples, empoisonnée après avoir mangé des fruits de mer. Avec elle finit la postérité directe de l'architecte Poelaert.
Celui-ci avait un frère sculpteur, Victor Poelaert (1820-1859) et un autre frère avocat, Constant Poelaert (1827-1898) dont la fille Berthe épousa Charles Janssen, avocat, père du baron Emmanuel Janssen (1879-1955), fondateur de la Générale de Banque.
Joseph Poelaert avait aussi une sœur, Hortense Poelaert (1815-1900) qui épousa Eugène Van Dievoet (1804-1858), un arrière-petit-neveu du sculpteur Pierre Van Dievoet (1661-1729), un des créateurs de la Grand-Place de Bruxelles, et de Philippe Van Dievoet dit Vandive (1654-1738), le fameux orfèvre parisien et conseiller du roi Louis XIV. Eugène van Dievoet était le frère d'Auguste Van Dievoet, avocat à la Cour de Cassation et fameux historien du droit, et l'oncle de Jules Van Dievoet (1844-1917), avocat à la Cour de Cassation et époux de Marguerite Anspach (1852-1934), fille de Jules Anspach (1829-1879), bourgmestre de Bruxelles.

## Son tombeau

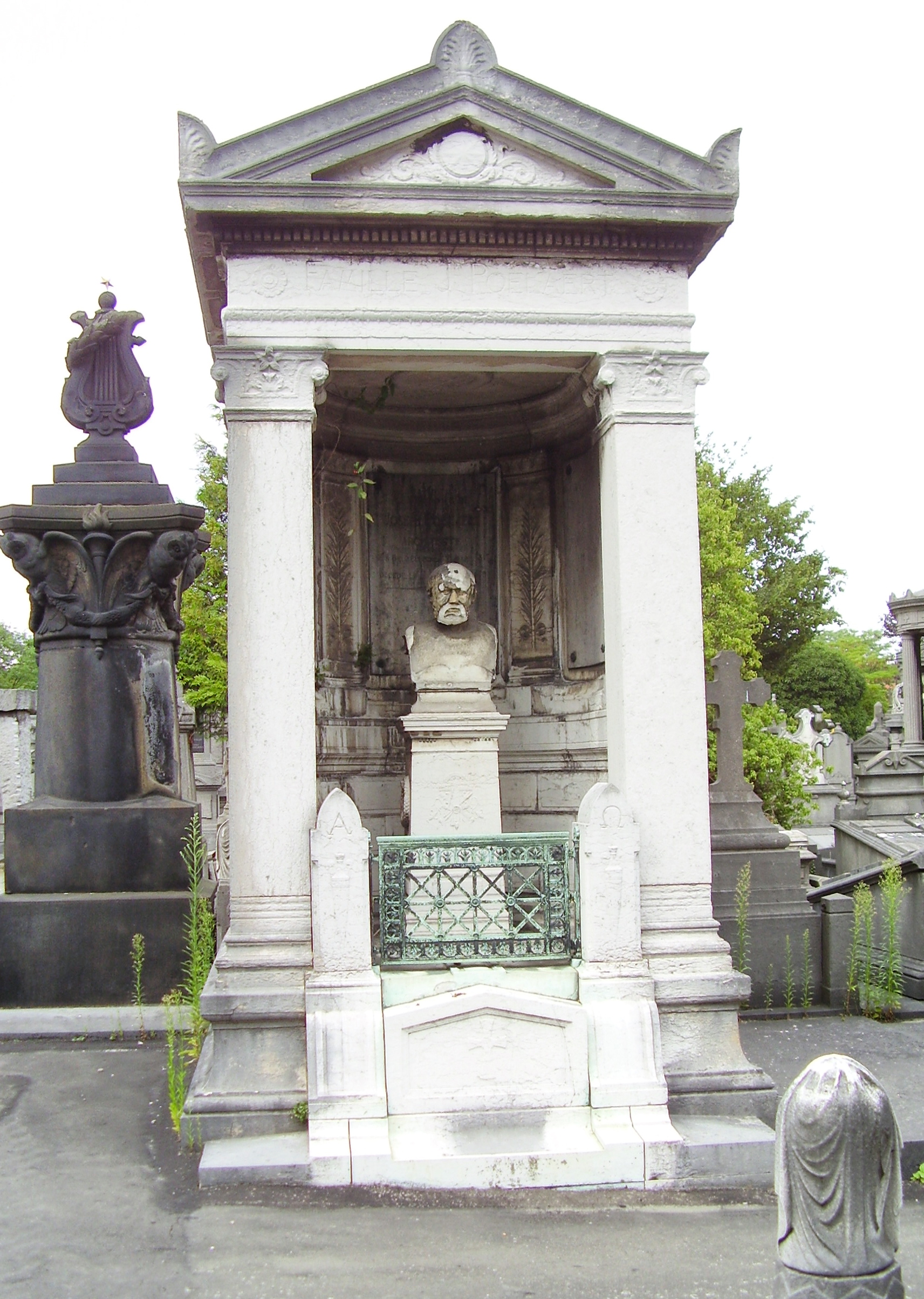
Tombe de Poelaert au Cimetière de Laeken. Lors de l'inauguration de cette tombe, Constant Poelaert, avocat, frère du grand artiste, a prononcé un discours biographique émouvant.

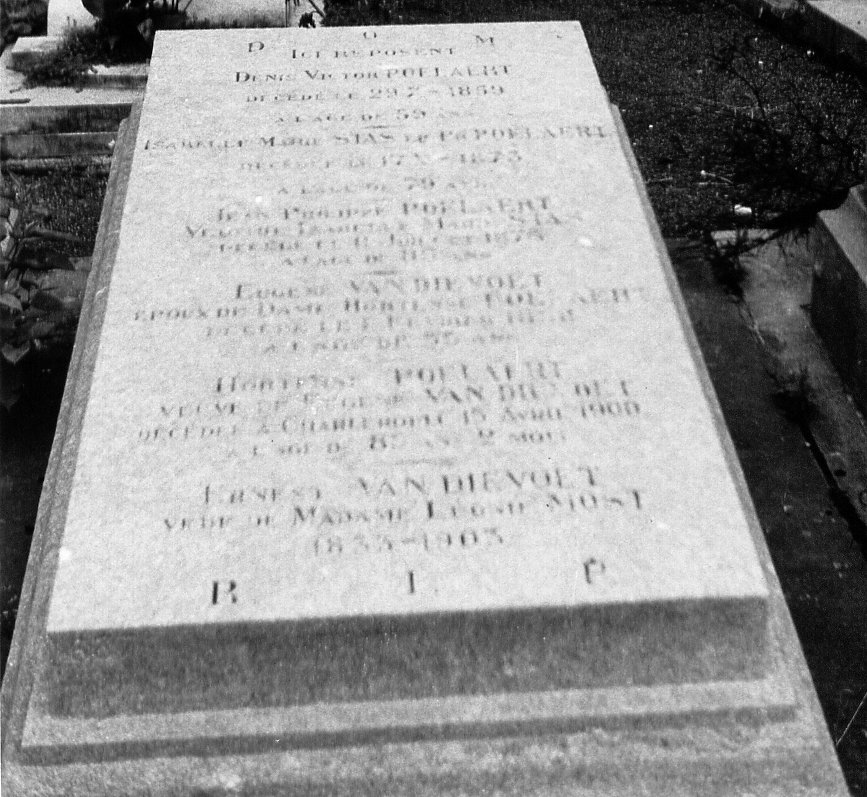
Tombe au cimetière de Laeken des familles Poelaert-Stas et van Dievoet.

Poelaert repose, après des funérailles tristement mesquines, au cimetière de Laeken sous un monument de style classique athénien pur, époque et ville qu’il admirait par-dessus tout.
On peut y voir son buste par Antoine-Félix Bouré.
Le monument est orné de deux flambeaux renversés allumant symboliquement le bûcher funèbre, symbole antique des funérailles.
On y lit les lettres christiques Alpha et oméga, entourant à gauche et à droite bas du monument, une croix pattée.

## La légende de Poelaert
Loué dès son vivant d'une manière dithyrambique et considéré comme un « génie » pour reprendre le mot souvent utilisé dans la presse, Joseph Poelaert "lion tranquille, pensif, contemplatif, ému, solitaire, muet, concentré, rêveur, méditatif, tourmenté, fasciné par son rêve, mal soigné, hérissé et poussiéreux" », comme le vit un témoin de l'époque, n'a toutefois à ce jour pas encore fait l'objet d'une biographie, sérieuse, scientifique et documentée, aussi, impressionnées sans doute par la grandeur de son œuvre, toute une série de personnes se sont mises à broder des légendes les plus absurdes les unes que les autres plutôt que de faire des recherches sérieuses et documentées.

### La légende de la «folie» de Poelaert
Décédé d'une congestion cérébrale en pleine tâche, comme la presse de l'époque l'a relaté, et ayant été victime d'un moment d'épuisement intellectuel en 1874 qui avait provoqué sa disparition pendant trois jours jusqu'à ce qu'on l'ai retrouvé errant près de Hal, une légende voudrait qu'il soit mort fou. Mais comme l'écrit Saintenoy
Saintenoy 1945, p. 146, « Il y a loin de là à une affection cérébrale plus sérieuse, dont parlèrent ses calomniateurs ». L'annonce de la mort de Poelaert des suites d'une « congestion cérébrale »  fut peut-être interprétée par une population qui maîtrisait encore mal le français, comme si ce terme désignait la folie, ou bien, selon certains textes, cette légende semble-t-elle avoir son origine dans une vision romantique associant génie et folie, ou bien est-elle basée sur l'idée primitive qu'une œuvre aussi gigantesque "dépassant l'esprit humain" ne pouvait que faire tomber son auteur dans la folie.
Ou bien cette légende vient-elle d'une confusion avec son contemporain l'architecte Jean-Baptiste Vifquain qui avait perdu la raison et qui mourut le 31 août 1854, à Ivry-sur-Seine, dans une maison de soins pour les maladies mentales fondée par le docteur Esquirol, un célèbre aliéniste.
Cette légende, née après la mort de Poelaert a la vie dure et est encore répercutée par divers auteurs :
- En 1881, Octave Uzanne reprend l'idée que la conception d'une œuvre aussi grandiose germant dans un cerveau humain devait "amener la folie ou la mort" tout en précisant que "M. Poelaert a succombé à une congestion cérébrale"[52].
- L'écrivain fin de siècle et décadent Jean Lorrain, ami d'Octave Uzanne, écrit en écho à ces propos : "Poelaert est mort fou, halluciné par une œuvre  qui eût écrasé écrasé l'intellect de plusieurs générations d'architectes et dont le professorat se gardera bien d'enseigner la magnificence dans les pépinières des futurs prix de Rome. Poelaert est mort fou, solitaire dans l'incompréhension de ses contemporains. Il est mort fou, après avoir vogué pendant plusieurs années, dans la solennité de son monument inachevé, assis dans les coupoles de son rêve et qu'il ne devait pas voir réalisées"[53].
- En 1885, on peut déjà lire dans les Mémoires de la Société des ingénieurs civils de France[54]: "L'œuvre est évidemment hors ligne. Poelaert est mort fou, cela arrive très souvent aux hommes de génie : on dit qu'il n'y a qu'un fil entre la folie et le génie ; — espérons qu'il y a un peu d'exagération. Quoi qu'il en soit, on peut mourir quand on laisse une pareille œuvre".
- En 1903 on peut lire dans le Guide de Bruxelles et de ses environs[55] : "l'architecte qui en conçut le plan, mourut fou. Quel est le cerveau humain qui aurait résisté à la tension d’esprit qu’à exigé la conception d’une telle œuvre ?".
- En 1962, selon Léon Delange-Janson[56], "Son architecte, le génial Poelaert, après y avoir travaillé pendant dix ans, hanté par des rêves babyloniens, était mort fou, en 1876".
- En 1996, François Schuiten[57] présente un Poelaert interné dans l'imaginaire Grand Hôpital ou Hôpital Ernest Dersenval.
- En 2003, selon Patrick Roegiers[58], "le Palais de Justice de Bruxelles, mastodonte mammouthien érigé par Joseph Poelaert, créateur du théâtre de la Monnaie et de la colonne du Congrès, mort fou et solitaire".
- En 2003, l'historien René Maurice écrit[59] que "Poelaert mourut fou avant l'inauguration de son bâtiment, qui eut lieu discrètement le 15 octobre 1883".
- En 2004, cette légende est même reprise telle quelle par une historienne, Sophie De Schaepdrijver qui écrit[60] : "On peut comprendre dès lors pourquoi l’architecte Poelaert est mort fou en 1879, en pleine construction de son gigantesque Palais de Justice", reprenant l'idée qu'une telle œuvre dépasserait le cerveau humain et entraînait logiquement la folie.
- En 2009, Christopher Gérard dans son roman touristique Aux Armes de Bruxelles[61], prétend quant à lui que « cet architecte est mort maboul (...) en bruxellois on dit zot », il précise même[62]  qu'« un architecte mort fou, Poelaert, a conçu ce temple, barbare à force de références gréco-mésopotamiennes. Le Palais de Justice ? Une espèce d'encyclopédie qui résume l'histoire de l'architecture, de l'Égypte à la Renaissance… flamande en passant par une Rome très Louis XIV. ».
- En 2013, plus récemment encore, Roel Jacobs écrit[63] : "Poelaert meurt, fou aliéné, quatre ans avant la fin des travaux".

### Appartenance hypothétique de Poelaert à la franc-maçonnerie
Beaucoup prétendent que Poelaert aurait été franc-maçon. Ainsi, selon Paul de Saint-Hilaire, Poelaert se serait ingénié à truffer son œuvre de symboles maçonniques que le visiteur se plaît à découvrir et à interpréter, alors que les symboles en question sont en fait repris du répertoire de l'architecture gréco-romaine, époque qui fut toujours sa référence principale. En réalité son nom ne figure sur aucun tableau de loge de son époque.

## Publication
- 1880 : Joseph Poelaert, Le Nouveau Palais de Justice de Bruxelles, Bruxelles : Lyon-Claesen, 1880, in-plano, avec 28 vues et plans. (Ouvrage posthume publié en hommage à l'architecte Joseph Poelaert peu de temps après son décès).

## Archives

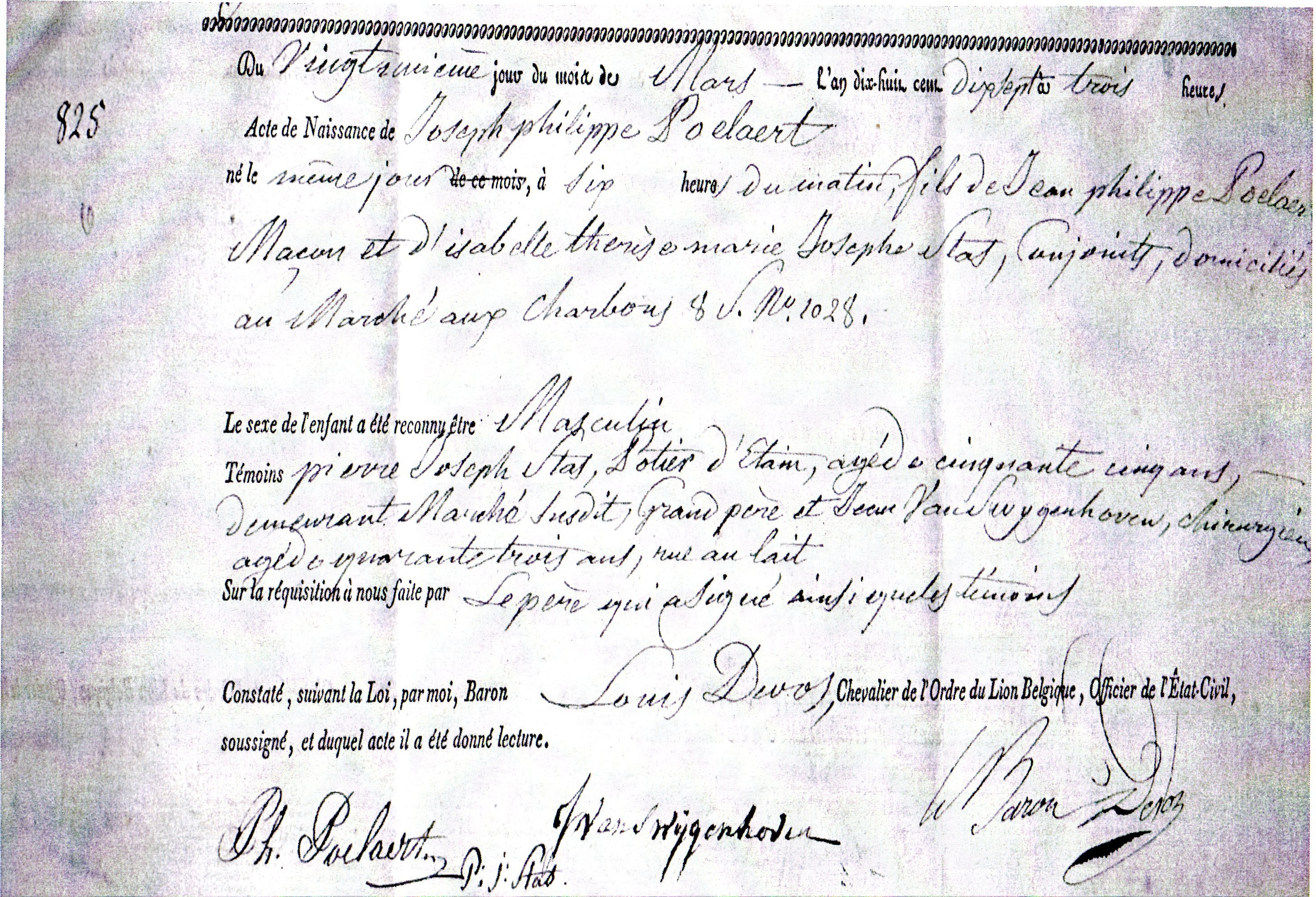
Acte de naissance de Joseph Poelaert, né à Bruxelles , 8e Section, Marché aux Charbons, n° 1028 où aucune plaque ne rappelle sa naissance.
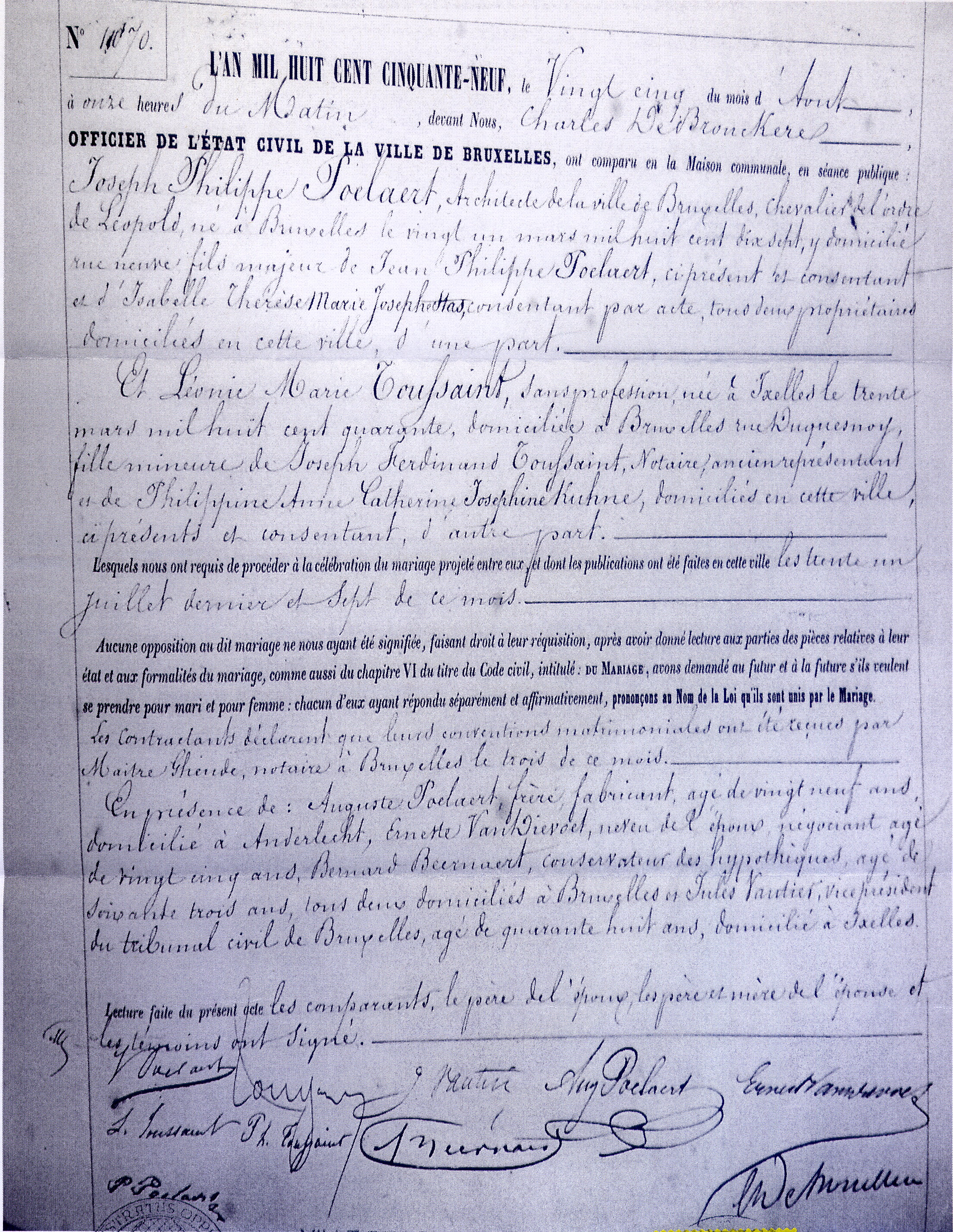
Acte de mariage de Joseph Poelaert et Léonie Toussaint, Bruxelles, le 25 août 1859. Les témoins étaient : Auguste Poelaert, frère, Ernest Van Dievoet, neveu, Bernard Beernaert, conservateur des hypothèques (père du ministre et prix Nobel Auguste Beernaert) et Jules Vautier, vice président du tribunal civil de Bruxelles (qui a donné son nom à la rue Vautier).
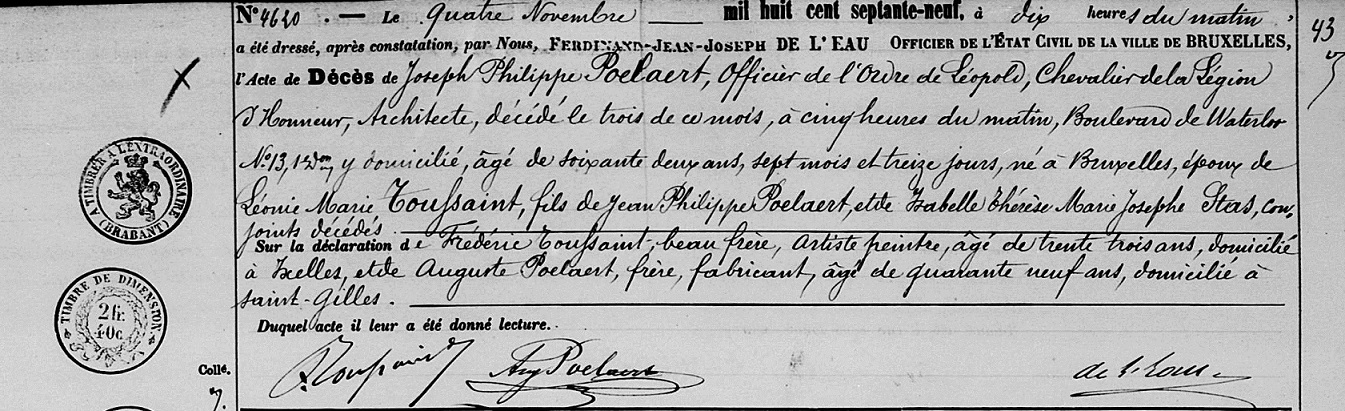
Acte de décès de l'architecte Joseph Poelaert, survenu le 3 novembre 1879.